# Strakonice
Strakonice (německy Strakonitz) jsou okresní město v severozápadní části Jihočeského kraje na soutoku Otavy a Volyňky, 52 km severozápadně od Českých Budějovic, v nadmořské výšce mezi 390 až 430 m. Žije zde přibližně 22 tisíc obyvatel. Město je proslulé svou dudáckou tradicí. Mezi zdejší slavné rodáky patří F. L. Čelakovský, Josef Skupa nebo inženýr Pavel Pavel. 

## Historie
Na rozdíl od mnoha měst v Čechách a na Moravě nebyly Strakonice založeny jako královské město, ale vznikaly postupným slučováním čtyř menších osad: Strakonic, Bezděkova, Žabokrt a Lomu,  které se spojily v poddanské město Strakonice.  Středověké dějiny města jsou nerozlučně spojeny s historií zdejšího hradu, který začali počátkem 13. století budovat Bavorové ze Strakonic. První zmínku o tomto hradě obsahuje listina krále Václava I. z roku 1235. První písemná zmínka, v níž se hovoří o Strakonicích, pochází z roku 1243, kdy Bavor I. ze Strakonic daroval polovinu strakonického hradu a vsi v okolí Strakonic řádu johanitů (později zvaných maltézští rytíři), kteří v něm vybudovali raně gotický kostel zasvěcený svatému Prokopovi a klášter. Podrobnější popis města přináší až listina z roku 1318, v níž bratr Bavora III. ze Strakonic Vilém popisuje, co všechno patří johanitskému řádu. Z jeho popisu je zřejmé, že Strakonice už v té době byly plně funkčním městem.
První zmínka o velkém požáru, který postihl město, je z roku 1357, ale již 10 let nato, v roce 1367, mu Bavor IV. ze Strakonic potvrdil městská privilegia. Strakonice však nadále zůstaly poddanským městem.
Posledním z rodu Bavorů ze Strakonic byl Břeněk, který byl z finančních důvodů nucen prodat v roce 1402 svoji část hradu a města Vykeřovi z Jenišovic. Ten pak ještě téhož roku prodal majetek Řádu johanitů, jmenovitě jeho velkopřevorovi Jindřichovi z Hradce.
Od roku 1421 se po zničení pražského sídla řádu husity stal strakonický hrad sídlem velkopřevorů a konventu, kteří odtud spravovali své komendy v českých zemích až do konce 17. století. Strakonice se tak v husitské a pohusitské době staly nejvýznamnějším sídlem johanitského řádu. Není tedy divu, že byly jedním z hlavních středisek protihusitského odporu.  Za husitských válek hrad nebyl dobyt, to se stalo až za třicetileté války, kdy v letech 1619 a 1641 město i hrad vyplenilo švédské vojsko.
Jedenáct let po smrti krále Jiřího z Poděbrad, roku 1482, byly ve městě ustanoveny první řemeslnické cechy, a sice krejčovský, soukenický, kráječský a postřihovačský. Tím byly položeny základy tradice textilní výroby ve Strakonicích. Z roku 1578 pak pochází první písemná zmínka o zdejším pivovaru. Píše se o něm v závěti velkopřevora Václava Zajíce z Hazmburka (1555–1578). Počátkem 16. století jsou za správy velkopřevora Kryštofa z Vartenberka ustanoveny další cechy, zejména koželužský a kloboučnický a roku 1716 cech punčochářů. Zdárný rozvoj zdejší textilní výroby přerušila třicetiletá válka, která město citelně poškodila.
Roku 1626 postihl Strakonice další ničivý požár, který zasáhl západní část města včetně radnice a městského archivu. Popelem tehdy lehlo přes 100 domů. Spolu s dopadem událostí třicetileté války tím byly město a jeho okolí natolik poznamenány, že se velkopřevor Rudolf Colloredo z Wallsee (1585–1657) rozhodl přestěhoval sídlo řádu zpět do Prahy. Strakonice tak zůstaly jedním ze tří panství v užívání velkopřevora (Strakonice, Varvažov, Horní Libchava).
V roce 1770 začal velkopřevor hrabě Michael Ferdinand z Althannu budovat jihovýchodně od Strakonic barokní poutní kostel s trojkřídlým ambitem. Od roku 1771 začala kolem něj vznikat osada Podsrp (dnes součást Předních Ptákovic). Kostel, dokončený roku 1774, byl zasvěcen Panně Marii Sedmibolestné. Dodnes je znám jako Kostel Panny Marie Bolestné. Mezitím ve Strakonicích v roce 1772 vyvrcholila epidemie moru, na niž zemřelo 424 občanů města, což byla skoro čtvrtina jeho obyvatel.
Strakonice 19. století lze charakterizovat jako město s rozvíjejícím se průmyslem. Kromě již zaběhlé textilní výroby zaměřené nově především na výrobu pokrývek hlavy, především fezů pro vývoz (továrna Fezko byla založena v roce 1812),  to byla doprava, zejména železnice, která napomáhala rozvoji průmyslu. V roce 1868 byla otevřena Železniční trať Plzeň – České Budějovice, k níž roku 1893 přibyla Železniční trať Strakonice–Volary a v roce 1899 ještě Železniční trať Březnice–Strakonice. 
Počátek 20. století je poznamenán zejména první světovou válkou.  Po vzniku samostatné republiky a následné pozemkové reformě, kdy byl Řádu maltézských rytířů odebrán jeho majetek, skončila téměř 700 letá správa města řádem. V roce 1919 byla ve městě založena Jihočeská zbrojovka, která v roce 1932 již jako Česká zbrojovka v Praze zahájila výrobu motorových kol a posléze i motocyklů. Tak začala slavná éra motocyklů značky ČZ. V roce 1920 vznikla Akciová společnost továren na fezy se sídlem ve Strakonicích, která vyráběla i vlněné látky, přikrývky, pletené zboží, barety a čapky. Koncem třicátých let 20. století byl ve městě dislokován prapor Stráže obrany státu pod velením podplukovníka Jaroslava Rejžka. Tento prapor měl ke dni 24. září 1938 1166 mužů.
Během druhé světové války vyráběla Zbrojovka zbraně pro potřeby německých okupantů. Německá okupace Čech, Moravy a Slezska znamenala konec zdejší židovské obce. V listopadu 1942 byli strakoničtí Židé odvlečeni do koncentračního tábora Terezín, odkud putovali dál do vyhlazovacích táborů. 
Dne 6. května 1945 osvobodily Strakonice jednotky 3. americké armády generála Pattona. Po osvobození se výroba ve Zbrojovce začala opět orientovat na motocykly. Výroba zbraní byla ve Strakonicích ukončena v roce 1946. Rovněž závod Fezko se navrátil k původní výrobě vlněných látek, přikrývek, pleteného zboží a pokrývek hlavy.
Za komunistického režimu došlo k rozsáhlé přestavbě města. V 70. letech minulého století byla zbourána řada historických staveb, které musely ustoupit nové výstavbě, včetně bývalé synagogy a rodného domku F. L. Čelakovského.

## Přírodní poměry
Co do geomorfologického členění se území města nachází na rozhraní tří celků: V centru Strakonic jde o Českobudějovickou pánev, která zde podél řeky Otavy vybíhá úzkou sníženinou, zvanou Strakonická kotlina na západ (až k Novosedlům). Předměstí na severní straně, stejně jako připojené místní části dále vlevo od Otavy, už představují jižní okraj celku Blatenská pahorkatina (konkrétněji jeho podcelku Horažďovická pahorkatina, okrsku Radomyšlská pahorkatina). Nad severozápadním okrajem města se zde vypíná vrch Kuřidlo (546 m). Okrajové místní části na jihovýchodě, po pravé straně Otavy, příslušejí k celku Šumavské podhůří (podcelek Bavorovská vrchovina, okrsek Miloňovická pahorkatina). V něm též leží nejvyšší bod města, vrch Velká Kakada (jinak též zvaný Srpská, 564 m).
Z hlediska klimatické regionalizace Česka dle Quitta spadá většina území města do mírně teplé oblasti třídy MT11.

### Chráněné části přírody
- Kolem města se v jeho hranicích rozkládají či do nich alespoň zasahují následující chráněná území:
  - PR Bažantnice u Pracejovic
  - PR Kuřidlo
  - PP Ryšovy
  - PP Tůně u Hajské
- Ve Strakonicích je též vyhlášeno několik památných stromů:
  - Otavský dub, na pravém břehu Otavy západně od města
  - Podsrpenské lípy, dva stromy v Podsrpenské ulici (I/22), směrem z města asi 150 m za vodojemem
  - Švandova lípa, v lokalitě Na Kalvárii, někdejším hřbitově vpravo od silnice do Pracejovic
  - Václavská lípa, v Podsrpenské ulici poblíž hasičské stanice

## Obyvatelstvo

### Vývoj počtu obyvatel
Podle sčítání 1921 zde žilo v 607 domech 7723 obyvatel, z nichž bylo 4248 žen. 7581 obyvatel se hlásilo k československé národnosti, 44 k německé a 8 k židovské. Žilo zde 6094 římských katolíků, 248 evangelíků, 387 příslušníků Církve československé husitské a 178 židů. Podle sčítání 1930 zde žilo v 902 domech 9883 obyvatel. 9599 obyvatel se hlásilo k československé národnosti a 124 k německé. Žilo zde 7936 římských katolíků, 886 evangelíků, 248 příslušníků Církve československé husitské a 169 židů.
| Rok            | 1869  | 1880  | 1890  | 1900  | 1910  | 1921  | 1930   | 1950   | 1961   | 1970   | 1980   | 1991   | 2001   | 2011   |
| -------------- | ----- | ----- | ----- | ----- | ----- | ----- | ------ | ------ | ------ | ------ | ------ | ------ | ------ | ------ |
| Počet obyvatel | 8 327 | 9 246 | 8 733 | 8 789 | 8 715 | 9 001 | 11 398 | 12 056 | 14 297 | 17 478 | 21 731 | 24 705 | 23 800 | 22 690 |
| Počet domů     | 667   | 684   | 678   | 737   | 765   | 839   | 1 175  | 1 551  | 1 728  | 1 936  | 2 018  | 2 301  | 2 479  | 2 693  |

### Struktura populace

Věková struktura obyvatel obce Strakonice roku 2011
Rodinný stav obyvatel obce Strakonice roku 2011
Vzdělání obyvatel obce Strakonice roku 2011

## Obecní správa a politika

### Místní části
Město se člení na sedm katastrálních území a osm částí města (údaje k roku 2011):
- Strakonice I (k. ú. Strakonice)
- Strakonice II (k. ú. Nové Strakonice)
- Dražejov (k. ú. Dražejov u Strakonic)
- Hajská
- Modlešovice
- Přední Ptákovice
- k. ú Střela, části Střela – 46 obyvatel a Virt

V severní části města se nachází obytná lokalita Habeš. Tvoří jí přibližně 120–140 rodinných domů a tři bytové domy. V okolí se nacházejí vrchy Ryšová (527 m n. m.) a Kuřidlo (546 m n. m.), které jsou zároveň přírodními rezervacemi.
Dříve byly součástí města i dnes samostatné obce Droužetice, Mutěnice, Rovná a Řepice.

### Samospráva

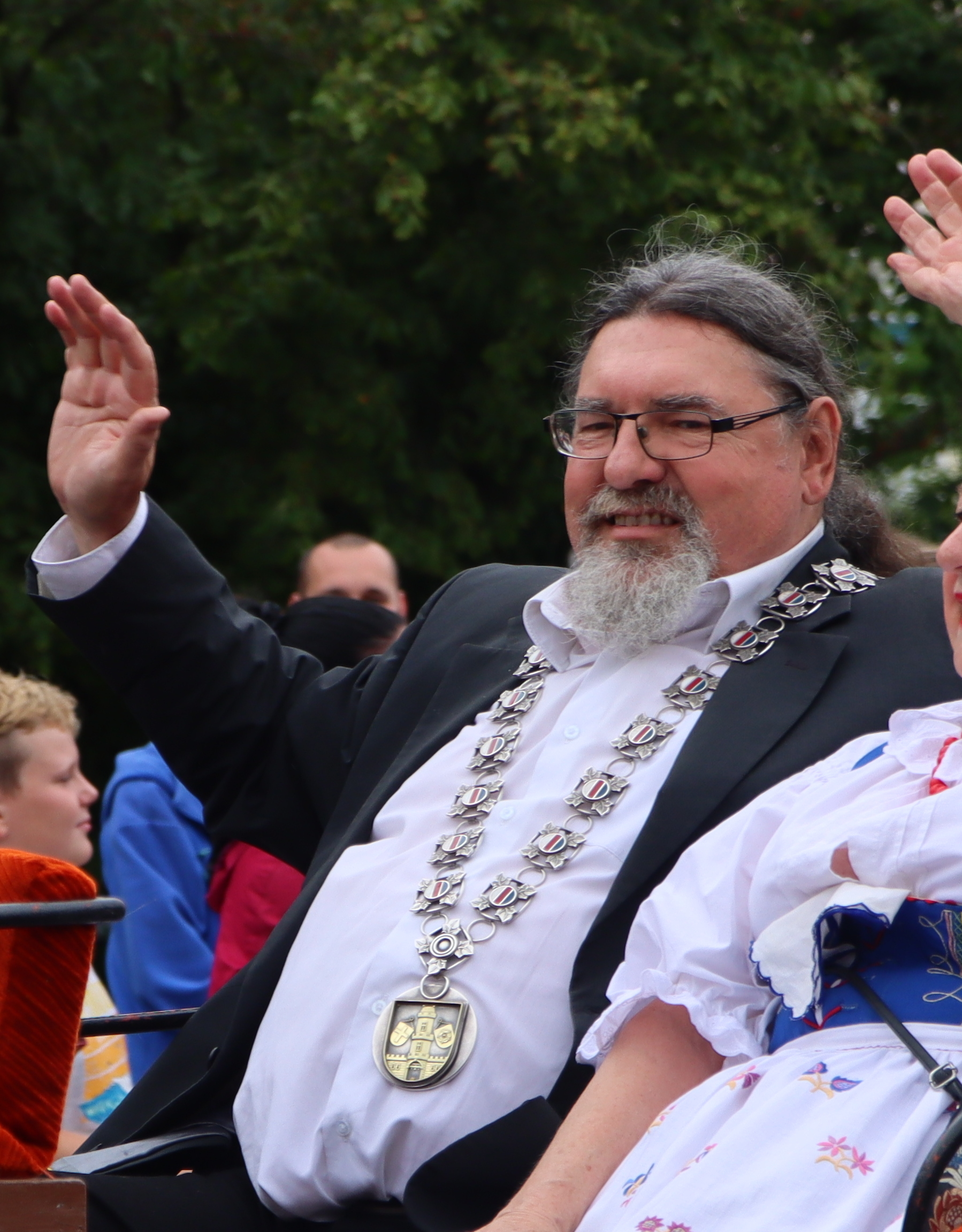
Břetislav Hrdlička, starosta města

V letech 1998–2014 byl starostou města Pavel Vondrys a místostarosty pak byli Pavel Pavel (1998–2006, 2008–2014), Karel Vlasák (2006–2008), Zdeňka Tomšovicová (1998–2006) a Ivana Říhová (2006–2014). Starostou města je od roku 2014 Břetislav Hrdlička (Strakonická veřejnost).
Při volbách v roce 2018 opět vyhrálo se ziskem 51,15 % uskupení Strakonická veřejnost, krajský soud však výsledek zrušil, a volby se tak opakovaly. V opakovaných volbách hnutí SV výsledek ještě vylepšilo, získalo přes 64 % hlasů. V roce 2022 získalo hnutí 61 % a Hrdlička se opět stal starostou.

### Symboly města
Město získalo právo na prapor v roce 1992. Odráží historickou roli rodu Bavorů dlouho vládnoucích Strakonicím (1235–1402) a řádu johanitů (od 16. století řádu maltézských rytířů), kterým město patřilo v letech 1402–1925. List praporu má dvě pokosem dělená pole: horní červené s bílým maltézským křížem a dolní žluté s kosmo položenou střelou z historické městské pečeti. Poměr délky k šířce je 3 : 2.
Znak byl Strakonicím udělen roku 1525 (pravděpodobně) se symboly johanitů. Na modrém štítě se nachází hradby s klíčovými střílnami, brána se zvednutou zlatou mříží, nad ní je cimbuří a věž s dvěma okny (uvnitř oken jsou kříže), dvěma cimbuřími a červenou střechou se dvěma zlatými makovicemi. Po stranách věže jsou dva červené štítky se zlatými šňůrkami. Vpravo je na štítku stříbrný kříž, na levém štítku je stříbrná landštejnská růže, která má zlatý střed a zelené kališní lístky. Růže je tu nejspíš omylem, protože žádný z pánů z Landštejna nebyl v čele řádu johanitů (v době vzniku znaku tam byli Rožmberkové). Staré malby znaku se nezachovaly, ale máme doklady o stříbrné růži na červeném štítku, proto je růže stále na strakonickém znaku, i když nemá co do činění se strakonickou historií. Je také možné, že růže byla umístěna na znak z výtvarných důvodů.
Strakonice získaly i právo na pečeť, ale neví se přesně kdy. Ferdinand I. na přímluvu velkopřevora Jana z Vartenberka (1534–1542) udělil městu privilegium, v němž se píše: „Také týmž obyvatelům v štědrosti naší královské tuto zvláštní milost činiti ráčíme, aby touž pečetí, kteréž jsou od starodávna užívání byli, ve všech a všelijakých potřebách obecních červeným voskem pečetiti mohli a moc jměli…“ Z této citace vyplývá, že Strakonice získali pečeť už dříve, zřejmě z privilegia velkopřevora Jana III. z Rožmberka. Za jeho působení totiž došlo k potvrzení a výraznému rozšíření stávajících městských výsad.

## Hospodářství
Ve Strakonicích má tradici především průmysl textilní, strojírenský a pivovarnictví.
Textilní průmysl zde zastupuje Fezko, které začalo roku 1812 vyrábět slavné fezy. Vyráběly se také barety a jiné pokrývky hlavy, přikrývky, pletené zboží a vlněné látky. Dnes se vyrábějí hlavně autotextilie. Firma vlastní Tonak, a v roce 2005 založila dceřinou společnost Fezko Slovakia v Žilině.[zdroj?]
ČZ (Česká zbrojovka) byla založena roku 1919 (původní název Jihočeská zbrojovka). Zpočátku vyráběla jen pistole, vzduchovky a pak i automatické zbraně. Od roku 1929 dělá firma jízdní kola a od roku 1932 i motocykly (též zn. Jawa), které největší slávy dosáhly v padesátých a šedesátých letech 20. století. V roce 1946 byl podnik znárodněn a ukončila se výroba zbraní. V osmdesátých letech došlo k útlumu výroby motocyklů a firma se soustředila na produkci řetězů, nástrojů, forem, odlitků a obráběcích strojů k výrobě autokomponentů – převodových skříní a turbodmychadel.
Strakonice získaly právo vařit pivo (tzv. právo várečné) v roce 1367, i když pivo se zde vařilo už před rokem 1308. Místní měšťanský pivovar byl založen roku 1649. Dnes vaří piva značky Dudák (Dudák Black tmavý ležák, Dudák Driver nealkoholické pivo, Dudák Nektar světlý ležák, Dudák Premium světlý ležák, Klostermann polotmavý ležák, Král Šumavy světlý ležák, Otavský zlatý, Párty soudek, Švanda světlé pivo, Velkopřevor světlý speciál). Punc jedinečnosti tomuto zlatému moku dodával fakt, že strakonické pivo Dudák bylo vařeno ženou – paní sládkovou Dagmar Vlkovou. Od roku 2015 je tomu ale jinak, sládkem pivovaru se stal Dušan Krankus, kterého pak v roce 2019 vystřídal Vlastimil Matej.

### Známé firmy působící ve Strakonicích
- MOIRA CZ, a.s., výrobce funkčního oblečení
- TONAK a.s.
- Sage Automotive Interiors, Strakonice Fabrics, s.r.o.
- ČZ a.s.
- Salvete Strakonice s.r.o.
- JIHOSPOL, Jihočeská obchodní a stavební společnost, a.s.
- Pivovar Strakonice 1649, a.s. (ve vlastnictví města Strakonice)
- DURA Automotive CZ, s.r.o.
- Aluprogress Strakonice a.s. (dříve Metal Progres Strakonice)

### Služby

#### Zdravotnické služby

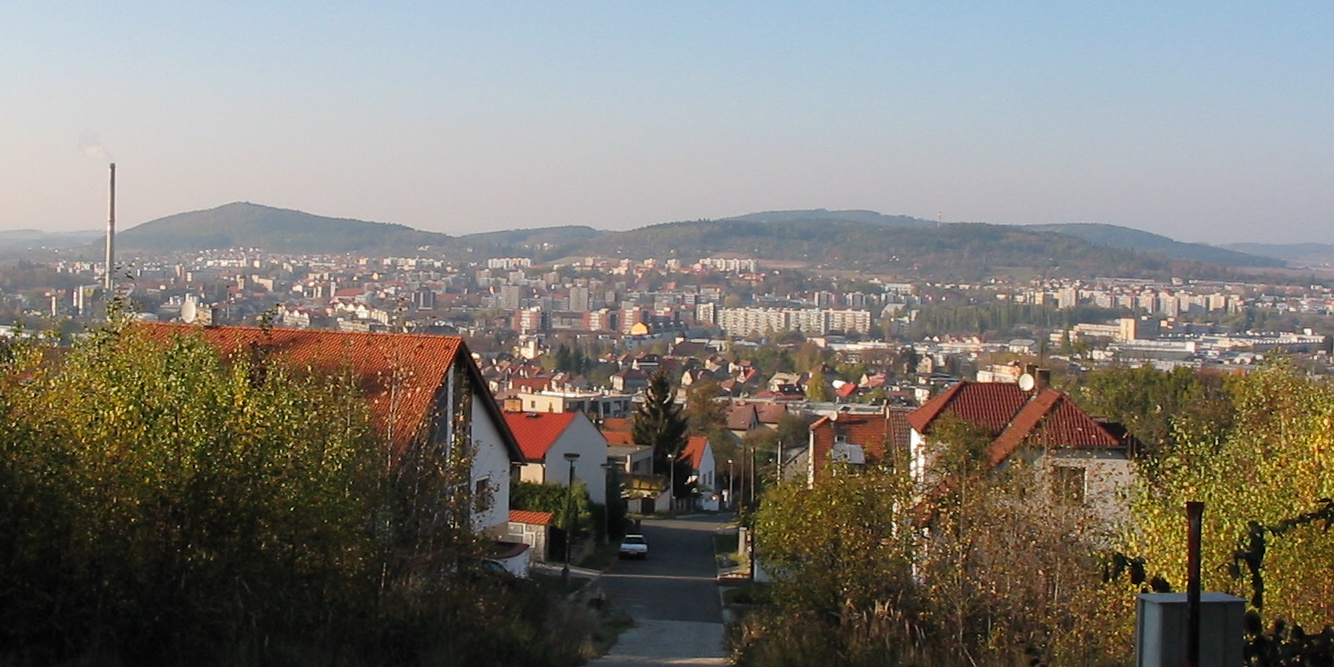
Pohled na Strakonice z kopce Podsrp

Strakonická nemocnice poskytuje péči na 314 lůžkách v 8 lůžkových odděleních a v 58 odborných ambulancích ve Strakonicích, Vodňanech a Blatné. V nemocnici se každý rok narodí kolem 800 dětí, bývá hospitalizováno cca 15 000 pacientů a lékařský personál ošetří zhruba 260 000 ambulantních pacientů. To vše zajišťuje přes 500 kmenových zaměstnanců.
Strakonická nemocnice je nositelem prestižního titulu Baby Friendly Hospital, získala certifikát jakosti podle ČSN ISO 9001:2001 a akreditaci podle SAK ČR.

#### Městské informační centrum
Informačním centrum ve Strakonicích poskytuje informace o pamětihodnostech, přírodních zajímavostech, turistických cílech regionu a jízdních řádech. Dále nabízí informace o ubytování a stravování, kulturní a sportovní přehledy a veřejný internet. Ve foyer městského úřadu se nachází samoobslužný platební kiosek, kde lze zakoupit vstupenky na akce pořádané Městským kulturním střediskem. Pro turisty jsou připraveny turistické propagační materiály. Městské informační centrum nabízí širokou škálu pohlednic, map, místních i regionálních průvodců a publikací a upomínkových předmětů ze Strakonic.

## Doprava

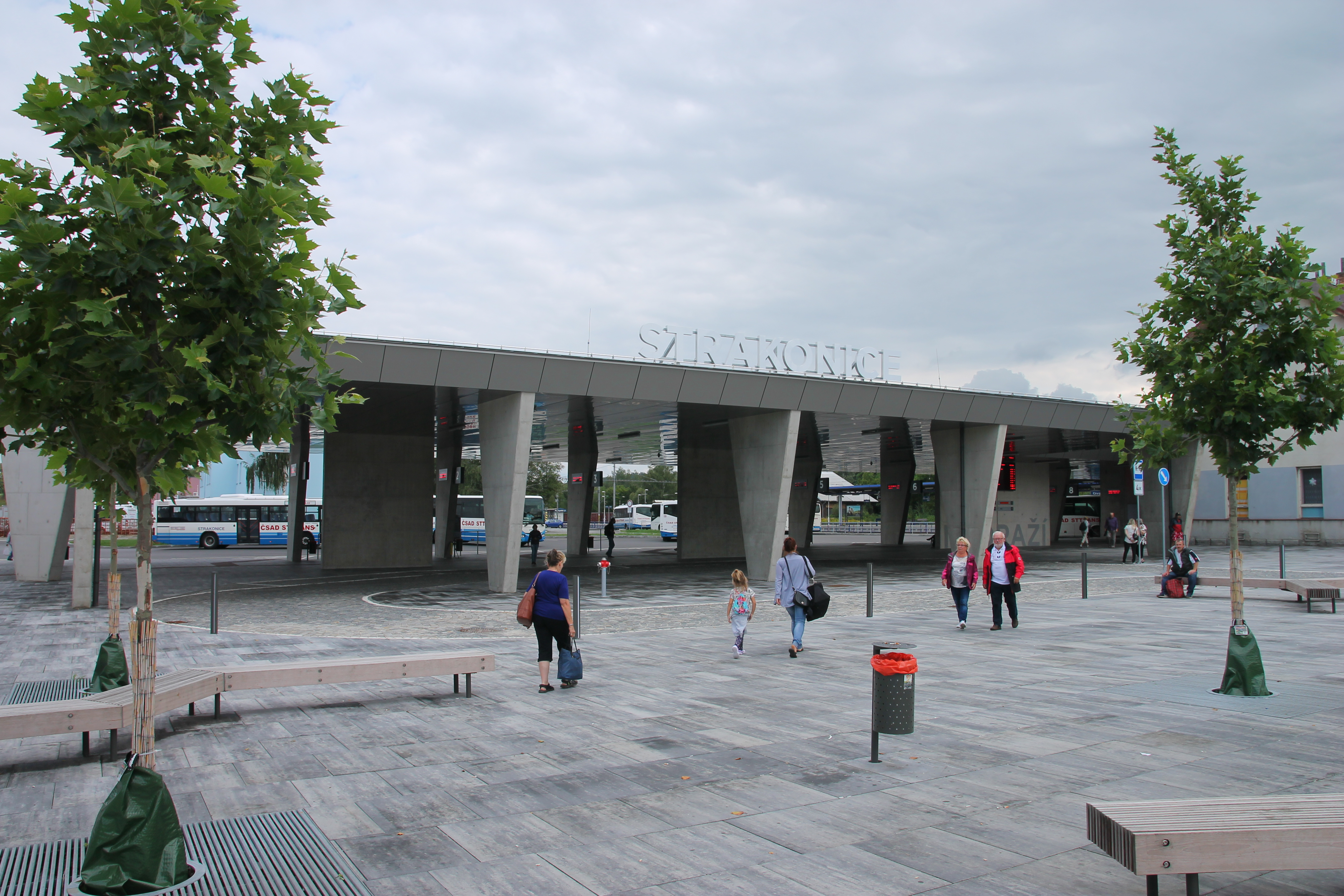
Autobusový terminál u vlakového nádraží

Strakonice leží na křižovatce silnic první třídy I/4 (Praha–Strážný) a I/22 (Draženov – Klatovy – Vodňany – České Budějovice).
Městem vede železniční trať Plzeň – České Budějovice se stanicí  Strakonice, otevřená 1. září 1868. Tato trať je od 60. let 20. století elektrizována střídavou napájecí soustavou 25 kV, 50 Hz. Dále zde odbočuje Železniční trať Strakonice–Volary (otevřená v úseku Strakonice – Vimperk dne 15. října 1893) a Železniční trať Březnice–Strakonice, otevřená 11. června 1899.
Městskou hromadnou dopravu zajišťuje pět autobusových linek firmy ČSAD STTRANS. Autobusové nádraží meziměstské dopravy leží nedaleko vlakového nádraží, od roku 2018 v rámci společného terminálu. Přímé autobusové spojení je provozováno do Prahy, Českých Budějovic a Brna. Od roku 2025 do Strakonic zajíždí i PID linka 428. 
Ve Strakonicích se nachází také vnitrostátní civilní letiště se dvěma přistávacími/vzletovými dráhami – Letiště Strakonice.

## Společnost

### Školství

#### Veřejné školy:
Mateřské školy: 
- Město Strakonice zřizuje deset mateřských škol (Čtyřlístek, U Parku, další pak na ulicích Lidická, A. B. Svojsíka, Lidická, Spojařů, Stavbařů, Školní a Šumavská, z čehož na MŠ Lidická je k dispozici jedna waldorfská třída MŠ).

Základní školy: Město Strakonice zřizuje tyto čtyři základní školy: 
- ZŠ Dukelská Strakonice
- ZŠ F. L. Čelakovského Strakonice
- ZŠ Jiřího z Poděbrad Strakonice
- ZŠ Povážská Strakonice

Dále, Jihočeský kraj zřizuje ve Strakonicích:
- Mateřskou školu, Základní školu a Praktickou školu Strakonice (Plánkova 430)
- Základní uměleckou školu Strakonice

Střední školy, učiliště a vyšší odborné školy: Jihočeský kraj ve Strakonicích zřizuje tyto školy:
- Gymnázium Strakonice (osmileté i čtyřleté gymnázium)
- Vyšší odborná škola, Střední průmyslová škola a Střední odborná škola řemesel a služeb Strakonice (zkráceně VOŠ, SPŠ a SOŠ Strakonice)

#### Soukromé školy
- Královská školka – dětské skupiny
- Základní škola Volyňka
- Euroškola Strakonice střední odborná škola.

Ve Strakonicích působí také Komunitní škola Fons (nezapsaná ve školském rejstříku), která nabízí společnou organizovanou soukromou výuku dětem na domácím vzdělávání.

### Kultura

Průvod městem při Mezinárodním dudáckém festivalu

Město je známé Mezinárodním dudáckým festivalem. První ročník se uskutečnil v roce 1967 u příležitosti 600. výročí založení města. Nyní se koná každé dva roky vždy na konci srpna a účastní se ho dudáci z více než desítky států.
- Novoroční ohňostroj – v podvečer Nového roku se koná již tradiční ohňostroj nad řekou Otavou
- Strakonické vítání léta – otevření muzea, přivítání nové turistické sezony, bohatý kulturní i sportovní program
- Tattoo Jam – tetovací a hudební festival
- Národní šampionát mažoretek ČR – mistrovství Čech, soutěž mažoretkových skupin
- Dance show – celorepubliková přehlídka tanečních souborů a skupin
- Noc kostelů – netradiční prohlídka sakrálních staveb
- Pivovarská pouť – kulturní zážitek nejen pro milovníky dobrého piva, který je tradičně zahájen neckiádou na řece Otavě
- Rumpálování – středověké slavnosti, ukázky zapomenutých řemesel, šermířská a kejklířská vystoupení
- Běh městem Strakonice 21. srpna – sportovní připomínka 21. srpna 1968 pro všechny věkové kategorie, která nabízí trať dlouhou 3,3 nebo 6,6 km
- Strakonice nejen sobě – multižánrový festival, který si dal za cíl přiblížit lidem strakonickou kulturu, oživit veřejná místa, propojit kulturní scénu s místními a vzájemně lidi spojit k sobě
- Václavská pouť – jedna z největších poutí v republice, nabízí pouťové atrakce, stánkový prodej, bohatý kulturní i sportovní program
- Sportem proti rakovině – dříve Běh Terryho Foxe a Běh naděje, který se koná v polovině září na podporu boje proti této zákeřné nemoci
- Běh okolo Kuřidla – závod v přespolním běhu pro všechny věkové kategorie
- Adventní trhy pod Rumpálem – tradiční adventní rozjímání v prostorách II. hradního nádvoří, které bývá spojeno i s mikulášskou nadílkou a peklem

#### Šmidingerova knihovna Strakonice

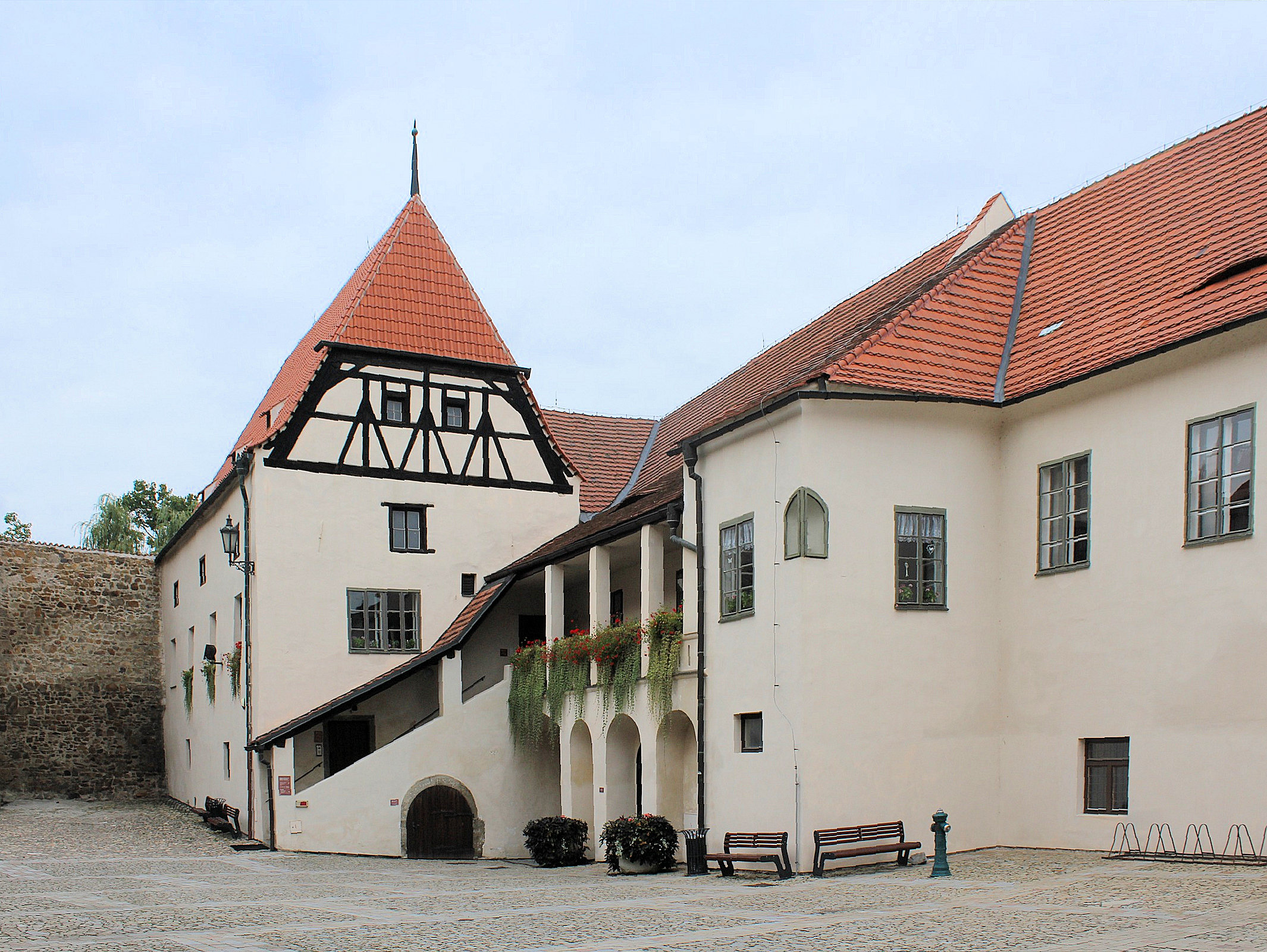
Šmidingerova knihovna

Šmidingerova knihovna je příspěvková organizace s právní subjektivitou. Je to univerzální veřejná knihovna, která nabízí knihovnické, bibliografické a informační služby a současně je centrem kulturního a společenského života. Jejím zřizovatelem je Město Strakonice. Vykonává regionální funkci pro celý region Strakonice.
Šmidingerova knihovna je jednou z nejstarších knihoven v České republice. Její vznik se datuje do roku 1843, kdy kněz, páter Josef Schmidinger (1801–1852), věnoval městu Strakonice soubor knih, určený k veřejnému půjčování. Množství bohužel není známo. Od roku 1880 se knihovna několikrát stěhovala, naposledy v roce 1949 do prostoru strakonického hradu, kde sídlí i nyní. Od roku 1927 fungovala ve Strakonicích i Riegrova knihovna okresního osvětového sboru, která zajišťovala půjčování knih do menších obcí v okrese. Po únoru 1948 došlo ke sloučení se Šmidingerovou knihovnou a přejmenování na Okresní lidovou knihovnu. Ke svému původnímu názvu se knihovna vrátila v roce 1993. Od roku 1995 knihovna přešla na plně automatizovaný systém Lanius a od roku 1997 mohou návštěvníci využít přístup k internetu. V roce 2007 prošla knihovna rozsáhlou rekonstrukcí.
K 31. prosinci 2018 bylo v knihovně 4095 registrovaných uživatelů, z toho 1158 dětí do 15 let. Knihovní fond tvořilo 138 680 knihovních jednotek.

#### Muzea
- Muzeum středního Pootaví Strakonice[35]
- Muzeum historie ČZ a.s. (v areálu závodu)[36]

## Sport
Největší úspěchy sklízejí strakoničtí sportovci v basketbale a házené. Basketbalový klub BK Strakonice vznikl v roce 1939. V roce 2008 došlo k rozkolu mezi mužskou a ženskou částí klubu, která vyvrcholila odchodem mužských a chlapeckých oddílů do SK Basketbal Strakonice. Od této doby je původní klub zaměřen čistě na ženský basketbal. Ženy jsou velmi úspěšné, od roku 1993 hrají nepřetržitě nejvyšší českou soutěž. V ligovém ročníku 2010/11 vybojovaly 3. místo. Tím zopakovaly výsledek svých předchůdkyň ze sezóny 1951/52. Ty tehdy hrály pod názvem Tesla Strakonice. Hráčky BK Strakonice ke svým domácím zápasům nastupují ve Sportovní hale Starz (Máchova 1113), která pojme 580 diváků.
Nejvyšší soutěž hrají i mužští házenkáři HBC JVP Strakonice 1921. Své domácí zápasy hraje v hale Strakonice (Máchova 108), někdy zvané též Oblouková hala. Nachází se hned vedle haly Starz, ve velkém městském sportovním areálu.
Fotbalový klub SK Strakonice 1908 se počátkem 21. století střídavě pohyboval mezi třetí (Česká fotbalová liga) a čtvrtou (Divize A) nejvyšší soutěží. V sezoně 2011/12 obsadil druhé místo v divizi A, čímž si pro sezonu 2012/13 zajistil postup do ČFL.

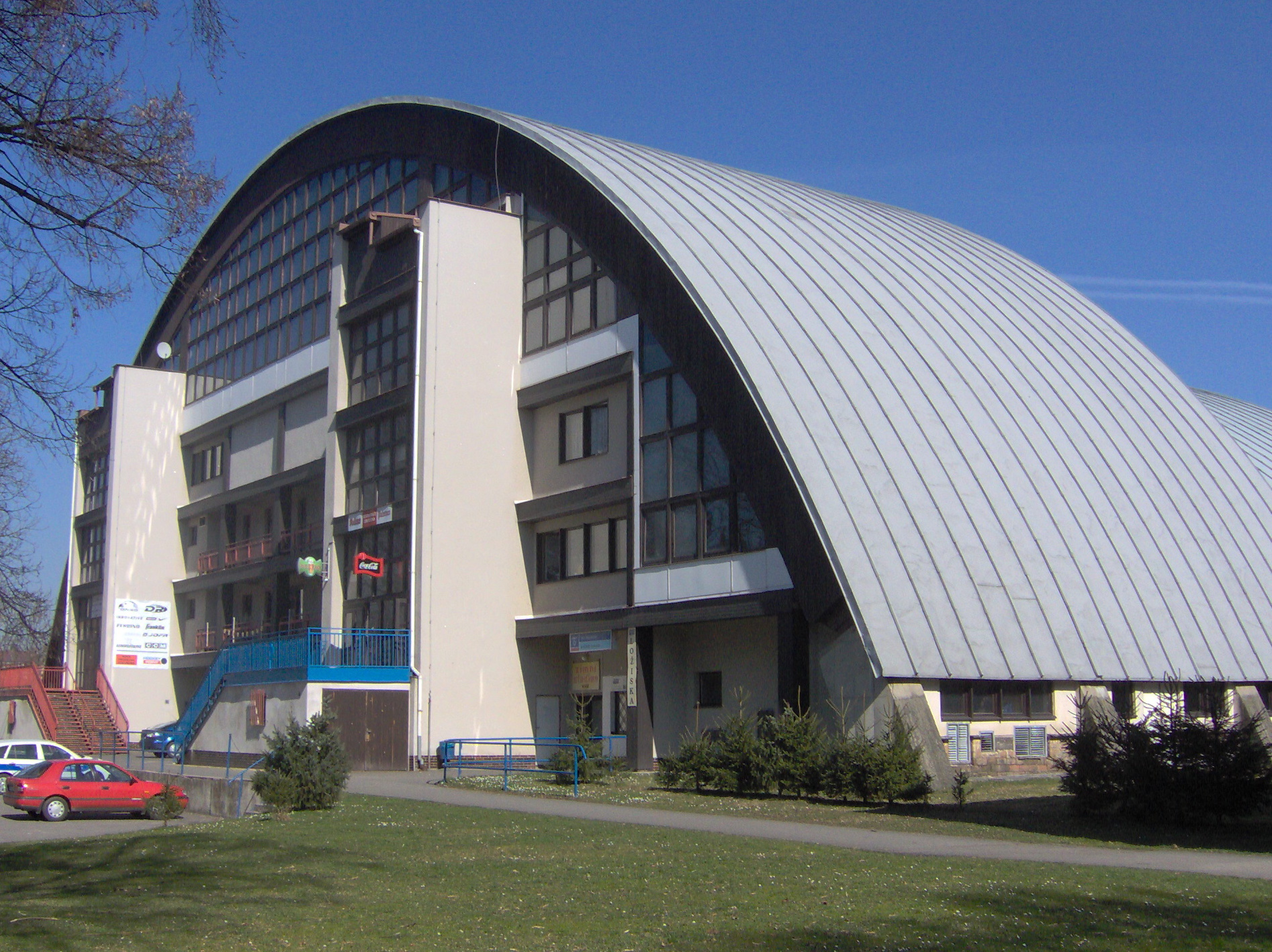
Zimní stadion ve Strakonicích

Hokejový tým HC Strakonice si v sezoně 2007/2008 vítězstvím v krajském hokejovém přeboru a následné kvalifikaci vydobyl právo postupu do 2. národní hokejové ligy, které však z finančních důvodů nevyužil. Kategorie juniorů zvítězila v sezóně 2011/2012 krajskou ligu juniorů a postoupila do ligy juniorů. O rok později zvítězili v kraji i dorostenci a dnes hrají ligu staršího dorostu a zůstali i v krajské lize.
Ve Strakonicích působí také TJ ČZ Strakonice, která sdružuje volejbalistky a volejbalisty, kteří hrají krajský přebor II a okresní soutěž.
SK JUDO 1990 Strakonice vznikl v roce 1990. Předsedou oddílu je Karel Zelinka (1. dan) a hlavním trenérem Libor Pešek (3. dan). Členové klubu se pravidelně účastní kvalifikačních turnajů s mezinárodní účastí a pravidelně se umisťují na stupních vítězů ve svých kategoriích na přeborech ČR.
Od roku 2002 funguje ve Strakonicích florbalový tým FbC Strakonice, který se již několikrát dostal do vyšší ligy florbalové soutěže. Každoročně se tu v červnu koná Memoriál Petra Adlera, který připomíná působení bývalého hráče a trenéra, který podlehl vážné nemoci.
Od roku 2009 měly Strakonice ragbyový tým RC Strakonice, který vytvořil společný tým se sousedním Pískem a hrál nejnižší soutěž ČR. Vodní pólo se zde hraje od roku 1930, a to pod TJ Fezko Strakonice. Od sezóny 2004/2005 po 2012/2013 se zdejší mužský tým stal devětkrát za sebou mistrem nejvyšší české soutěže.

## Armáda ČR
V katastru města Strakonice také sídlí vojenská základna Armády ČR, konkrétně 25. protiletadlový raketový pluk "Tobrucký". Na společenském životě ve Strakonicích se armáda podílí např. již tradičními reprezentačními plesy velitele 25. protiletadlového raketového pluku, během kterých se vybírají peníze na charitativní či místní veřejně prospěšné účely.

## Pamětihodnosti

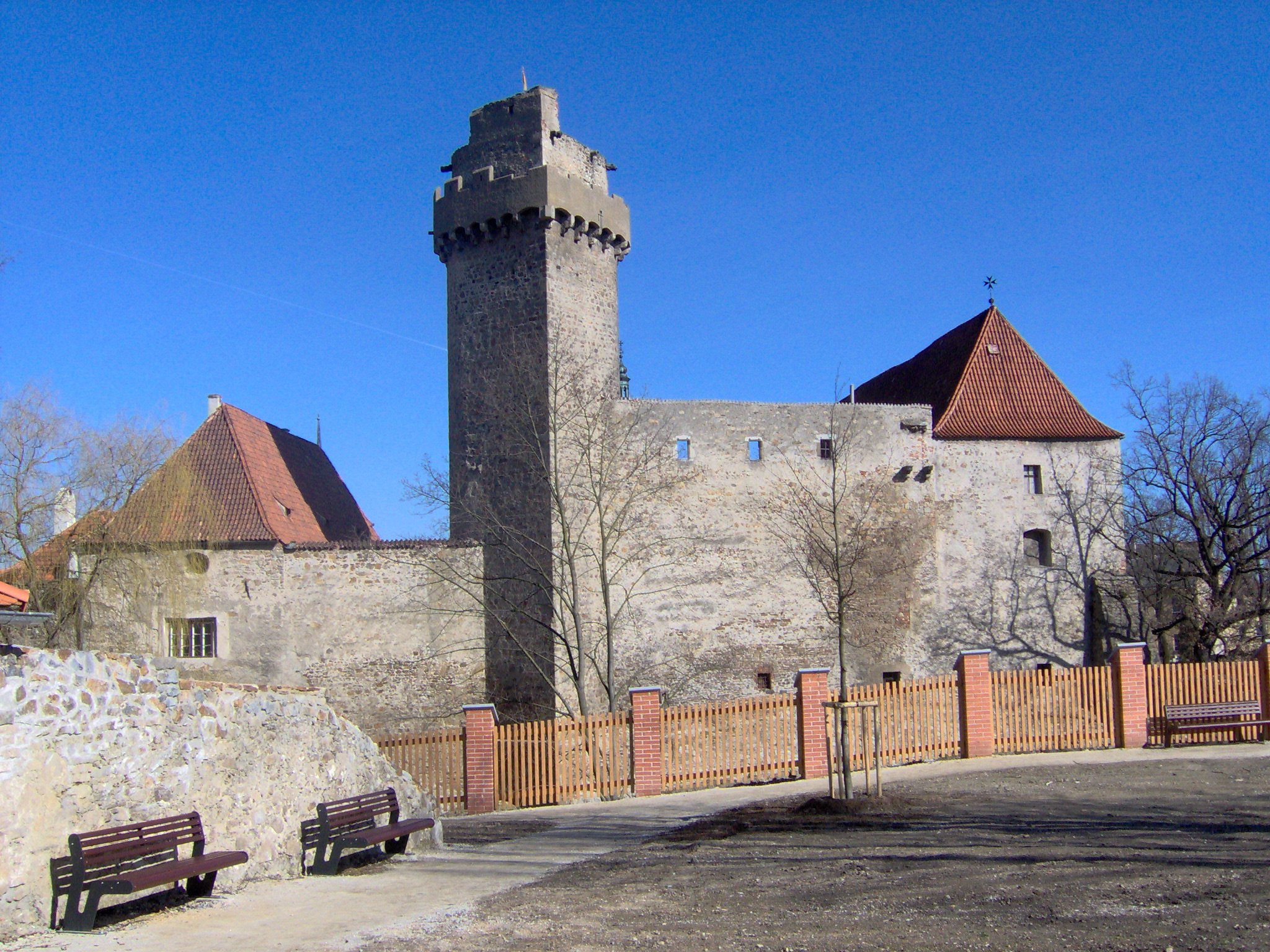
Strakonický hrad – hradní věž Rumpál

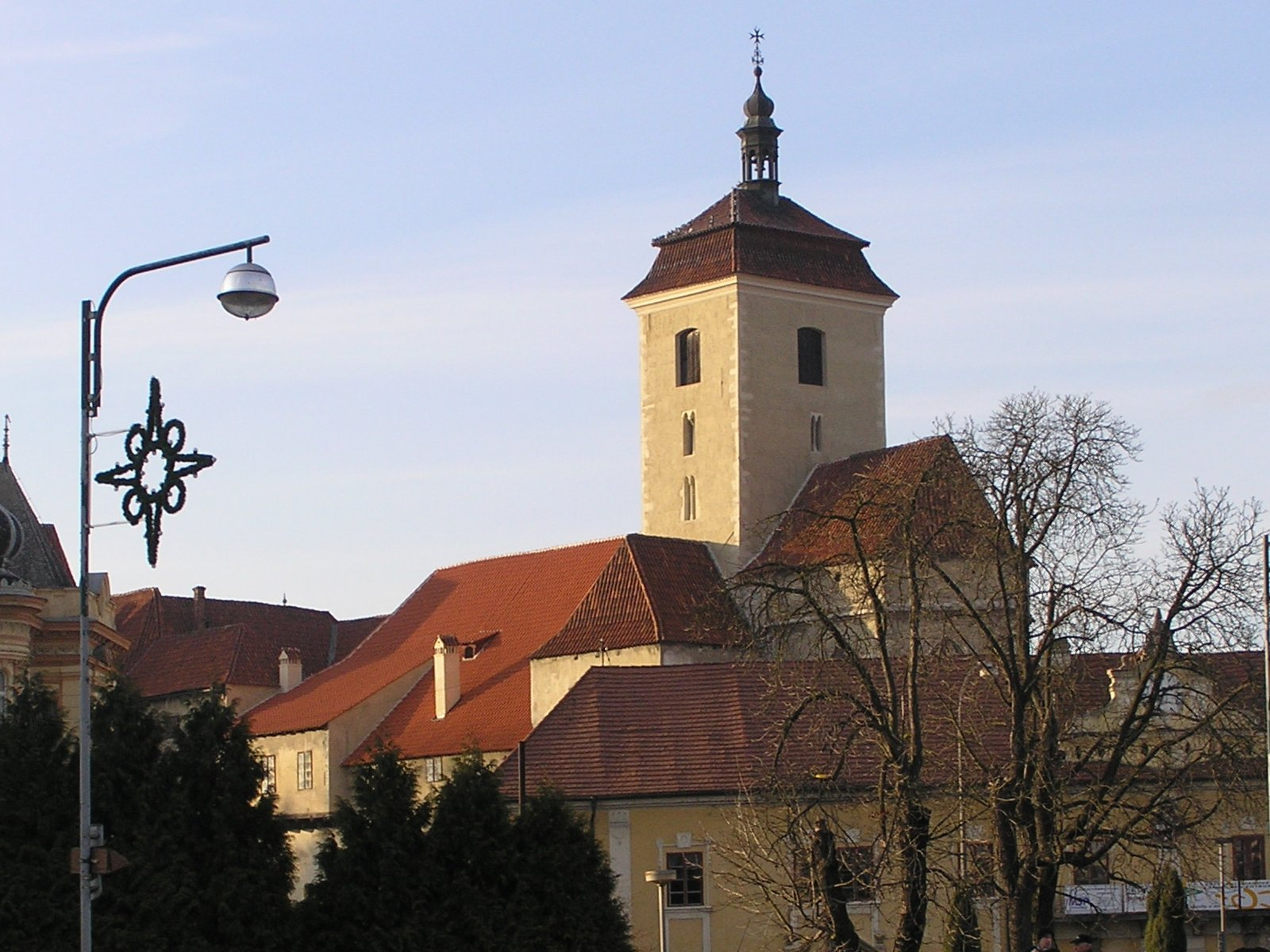
Kostel sv. Prokopa na strakonickém hradě

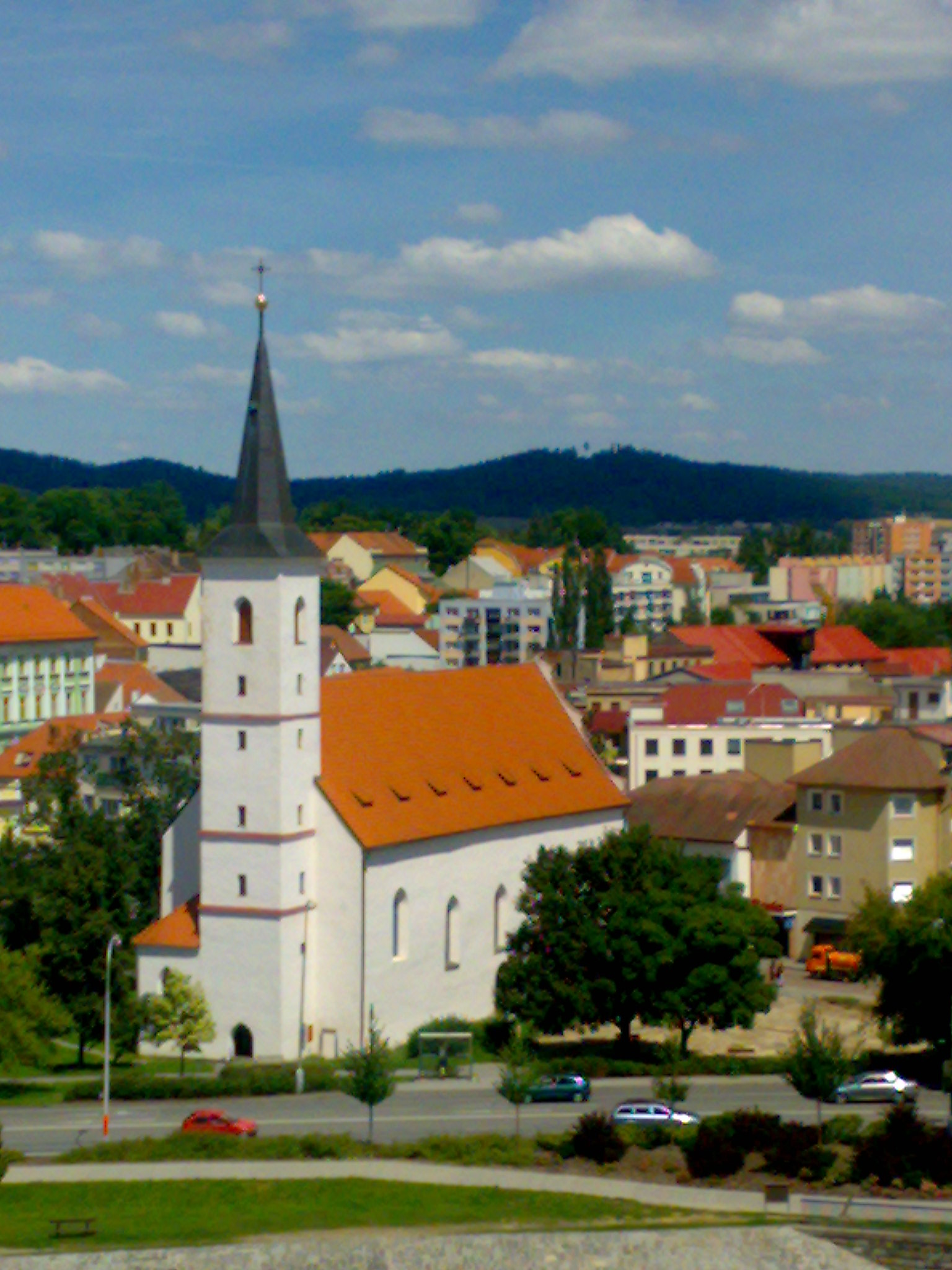
Kostel sv. Markéty

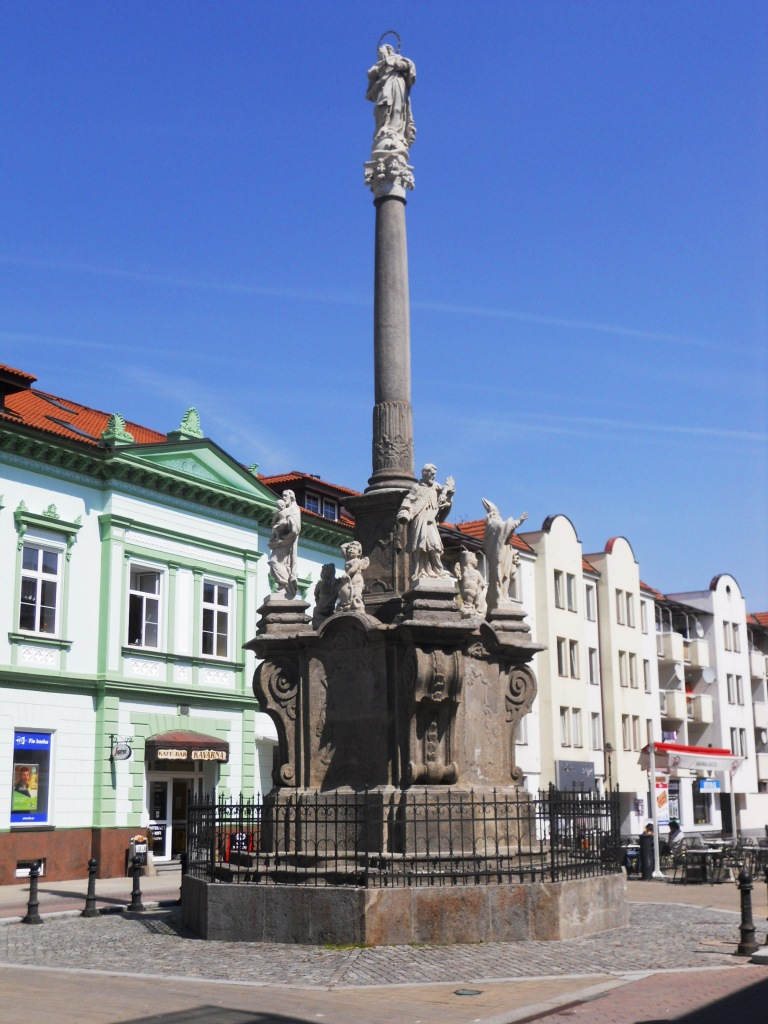
Mariánský sloup

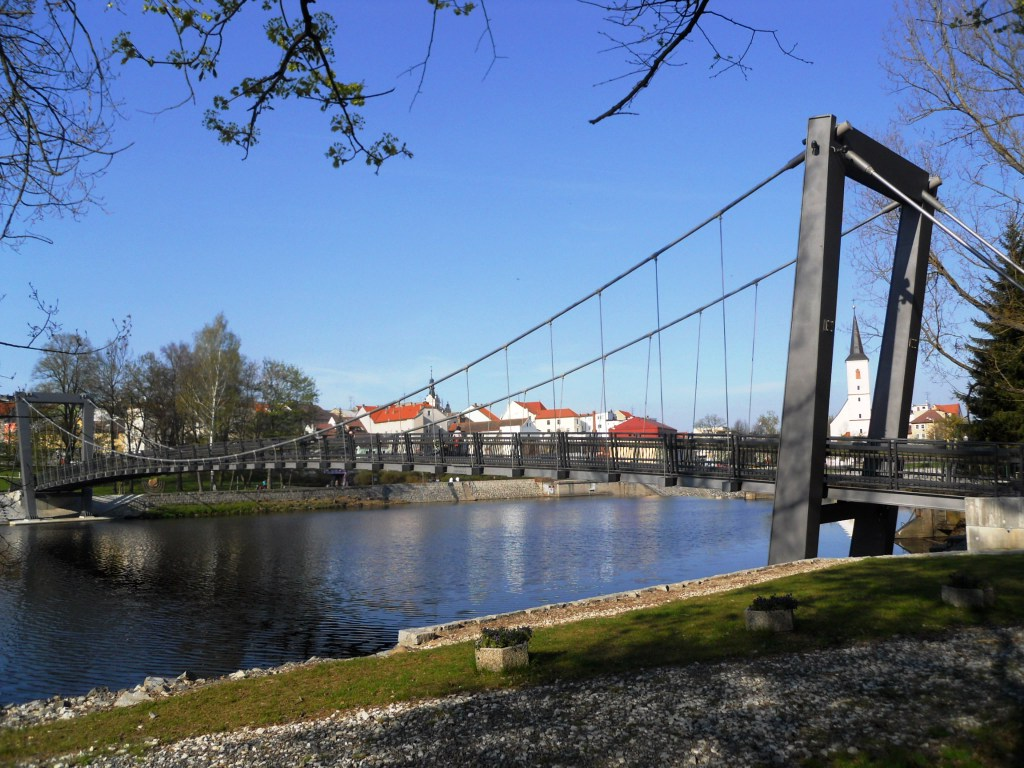
Ocelová lávka přes Otavu

- Strakonický hrad – založen ve 13. století na soutoku Otavy a Volyňky. V roce 1243 daroval Bavorem I. a jeho manželka Bohuslava část hradu řádu maltézských rytířů, kteří si zde ve stísněném prostoru vybudovali komendu (klášter). V nejstarší raně gotické části kolem kostela sv. Prokopa s věží, kapitulní síní a ambitem se zachovala řada stavebních detailů ze 13. století a velmi cenné fresky (kolem 1340) v ambitu a na kruchtě kostela. Západní věž Rumpál je z doby kolem roku 1300, jižní věž Jelenka byla přistavěna kolem 1500. Stavební úpravy byly ukončeny 1714–1721 barokní západní zámeckou přístavbou, takže současná podoba hradu kombinuje prvky několika architektonických slohů. Hrad byl dvakrát dobyt a zpustošen. Od roku 1995 je celý areál prohlášen za národní kulturní památkou a v posledních letech prošel nákladnou a rozsáhlou rekonstrukcí (za přispění fondů EU a tzv. Norských fondů). Dnes v jeho areálu sídlí Muzeum středního Pootaví, Šmidingerova knihovna, nově opravené sály (Rytířský sál, Maltézský sál, sál U Kata) v budově bývalého panského pivovaru využívá k představením a výstavám Městské kulturní středisko.
- Barokní mariánský sloup uprostřed Palackého náměstí z let 1730–1740, též morový, dříve stál na Velkém náměstí, na místě staršího sloupu z roku 1586
- Kostel sv. Markéty z let 1580–1583 podle plánů V. Vogarelliho na místě staršího kostela, průčelí upraveno roku 1777. Jednolodní stavba se síťovou klenbou a věží.
- původně gotický hřbitovní kostel sv. Václava ze 13. století blízko obou nádraží s barokními úpravami
- Poutní kostel Navštívení Panny Marie Bolestné v části Podsrp na jihovýchodním okraji města z 18. století, který se stal vyhledávaným poutním místem. Zajímavý je trojkřídlý ambit na západní straně kostela stejně jako jednopatrová fara s volutovými štíty.[12]
- Bývalá radnice na Velkém náměstí – zdobená sgrafity akademického malíře Josefa Bosáčka podle návrhu Mikoláše Alše
- Budova České spořitelny – sgrafitová výzdoba taktéž Josefa Bosáčka na návrh Václava Malého
- Židovský hřbitov asi 2 km od Strakonic ve směru na Pracejovice
- Masné krámy (čp. 142) – původní středověká zástavba
- Domy čp. 44 a 45 – tzv. Papežovy domy
- pamětní deska T. G. Masaryka na domě čp. 47 (Velké nám.) s reliéfem profesora a nápisem: "V tomto domě promluvil 16. 2. 1891 svoji kandidátní řeč před svým zvolením za poslance do Říšské rady první prezident Československé republiky T. G. Masaryk"
- Pamětní deska Josefa Skupy na domě čp. 140 (dříve hostinec U Švehlů)
- Pozdně empírový gloriet – drobná stavba podobající se otevřenému antickému chrámu z roku 1837, nachází se na umělém návrší v Rennerových sadech
- Pomník Jana Husa a Antonína Rennera
- Pomník Františka Ladislava Čelakovského od sochaře Břetislava Bendy
- Kaple sv. Jana Nepomuckého
- Kaple sv. Martina – u bývalého Siebertova ústavu pod areálem nemocnice, dnes domov důchodců
- Most Jana Palacha z roku 1977
- Ocelová lávka pro pěší a cyklisty z roku 2009
- Velké dudy – na kruhovém objezdu u Fezka, autor Pavel Pavel
- Stonehenge – replika brány pravěké svatyně, autor Pavel Pavel, který si na tom zkoušel teorii o stavbě Stonehenge v Anglii
- Memento strakonických Židů – podoba sedmiramenného svícnu menora, uprostřed doplněný kamenem z řeky Otavy – se nachází u Měšťanského pivovaru nedaleko stavby nové lávky (2009)

### Zaniklé stavby
- Na návrší Kalvárie západně od strakonického hradu stála gotická kaple Povýšení svatého Kříže, v jejímž okolí se rozprostíral hřbitov. Na něm podle lidové pověsti byl pochován legendární Švanda dudák. Ke kapli vedla Křížová cesta.
- Rodný dům básníka národního obrození, kritika a překladatele Františka Ladislava Čelakovského – Jeho rodný domek stával v současné Čelakovského ulici, při městských hradbách, vedle Rennerových sadů. Podle pamětníků byl tento dům zbořen zhruba kolem roku 1978, a to především kvůli jeho špatnému a zchátralému stavu. Mnoho místních obyvatel tím bylo velmi rozhořčeno, místo zboření by uvítali především jeho rekonstrukci[39].
- Strakonická synagoga [40] –  Židovská synagoga stávala na místě dnešního dětškého hřiště a parku za dnešním obchodním domem Prior. Byla postavena židovskou obcí v roce 1860. Nahradila starší dřevěnou synagogu, která se zhroutila při svatebním obřadu v roce 1858. Stržena, zcela zničena, byla roku 1976 cíleně při velké komunistické přestavbě (tzv. asanaci) města, která probíhala v sedmdesátých letech 20. století. Je zde umístěn malý památník v úrovni terénu ve tvaru židovské hvězdy.
- Husův sbor v Bezděkovské ulici – Modlitebna a fara Českobratrské církve evangelické ve Strakonicích byly jako jednotný celek postaveny r. 1936 v tradicionalistickém stylu s vlivy rondokubismu. V roce 2019 budova prakticky zanikla po letech relativního chátrání a dlouhodobého nezájmu jak široké veřejnosti, tak místní samosprávy, kdy již soukromým vlastníkem byla postavena za využití pouze některých konstrukčních prvků původní budovy Husova sboru (ostatní části při přípravě nové stavby strženy) nová budova určená ke komerčním a obytným účelům.

## Osobnosti

### Rodáci
- Adam Holeksa (* 1984), mistr světa ve sportovní kynologii[41]
- Jaroslav Beck (* 1988), hudební skladatel
- Miroslav Beneš (* 1956), politik
- Jan Zdeněk Cvrček (1915–2005), lékař, mykolog a publicista. Byl internistou na strakonické poliklinice, ředitelem okresního ústavu národního zdraví, přednostou oddělení klinické biochemie. Krátce před smrtí dokončil knihu pamětí, kterou věnoval rodným Strakonicím.[42]
- František Ladislav Čelakovský (1799–1852), básník, překladatel a slavista
- Adolf Daněk (1869–1950), sběratel pošumavského folklóru
- Jaroslav Dvořák Šumavský (1857–1964), akademický malíř a grafik[43]
- Tomáš Fiala (* 1957), lékař a politik, ředitel nemocnice Strakonice, od roku 2020 senátor za obvod č. 12 – Strakonice
- Jaroslav Formánek (1884–1938), dudák a propagátor dudácké hry, profesor dudácké hudby
- Josef Fürth (1822–1892), podnikatel a politik
- Bernard Gruber (1683–1737), převor vyšebrodského kláštera, hvězdář, matematik, spisovatel[44]
- Táňa Hodanová (1892–1982), herečka a režisérka
- František Horký (1879–1936), malíř a grafik
- Karel Jaroš (1899–1942), protinacistický odbojář, popraven v berlínské věznici Plötzensee
- Valentin Kochan z Prachové (1561–1621), magistr filosofie, popraven při Staroměstské exekuci
- Milena Králíčková (* 1972), lékařka, profesorka histologie a embryologie, od roku2022 rektorka Univerzity Karlovy
- Vít Krejčí (* 2000), basketbalista
- Hana Křížková (* 1957), muzikálová zpěvačka a herečka
- Ladislav Kulhánek (1898–1973), herec, divadelní režisér a překladatel divadelních her
- Xena Longenová (1891–1928), herečka
- Česlav Augustin Ludikar (1825–1892), historik, archeolog a filozof[45]
- Věra Machoninová (* 1928), architektka
- Jan Mareš (* 1961), profesor rybářství, od roku 2022 rektor Mendelovy univerzity v Brně
- František Mareš (* 1960), diskžokej a moderátor
- Rudolf Jan Meraviglia-Crivelli (1833–1890), šlechtic, důstojník jezdectva a heraldik
- Anna Midelfartová (* 1947), oční lékařka a biochemička
- Marek Mora (* 1971), ekonom, člen bankovní rady ČNB (2017–2023)
- Ladislav Mráz (1923–1962), basbarytonista
- Vít Oftalmius Strakonický z Oskořína (cca 1550 – nejpozději 1598), právník, soudní a městský úředník, pedagog a spisovatel
- Zdeněk Ondrášek (* 1988), fotbalista
- Gustav Papež (1863–1945), architekt a stavitel
- Pavel Pavel (* 1957), technik a experimentální archeolog
- Tereza Petržilková (* 1993), atletka, bronzová medailistka ze štafety na 4 x 400 m (MS 2023) a (ME 2025), mnohonásobná mistryně ČR
- Marie Poledňáková (1941–2022), scenáristka a režisérka
- Ivo Pondělíček (* 1928), psycholog, sexuolog, malíř a spisovatel
- Jaroslav Rejžek (1884–1950), legionář, důstojník československé armády
- Antonín Renner (1818–1876), strakonický měšťan, koželuh, ochránce přírody a mecenáš[46]
- Josef Režný (1924–2012), dudák, folklorista a národopisec
- Alexander Salák (* 1987), hokejista
- Josef Skupa (1892–1957), loutkoherec, autor Spejbla a Hurvínka
- Jindřich Staněk (* 1996), fotbalový brankář a raper
- Rudolf Gustav Šimek (1908–1982), spisovatel a publicista, otec Miloslava Šimka a Martina Šimka[47]
- Roman Škoda (* 1964), operní zpěvák[48][49]
- Josef Šmidinger (1801–1852), zakladatel strakonické knihovny
- Ivo Špalj (* 1940), mistr zvuku
- Zdeněk Troška (* 1953), filmový režisér
- Roman Turek (* 1970), hokejista
- Jiří Weigl (* 1958), ekonom, arabista, kancléř prezidenta Václava Klause (2003–2013)

### Další
- Václav Eller (1917–1942), komunista a protinacistický odbojář působící ve Strakonicích (jeho jméno nese Ellerova ulice)
- Josef Formánek (1844–1925), hudebník, učitel, sběratel lidových písní a propagátor dudáctví, otec Jaroslava Formánka
- Vojtěch Hrubý (1915–2006), hudebník, dudák, pedagog na LŠU Strakonice, zakladatel Strakonické dudácké muziky[50]
- Tomáš Garrigue Masaryk (1850–1937), poslanec za okres Strakonice ve Vídeňské říšské radě
- Jiří Meitner (* 1958), malíř a grafik, žije a tvoří v Kladrubech na Strakonicku
- Vojtěch Žíla (1942–2022), botanik, mykolog, astronom; učil na gymnáziu ve Strakonicích

## Partnerská města
- Bad Salzungen, Německo
- Rawicz, Polsko
- Calderdale, Spojené království
- Lengnau BE, Švýcarsko

## Galerie

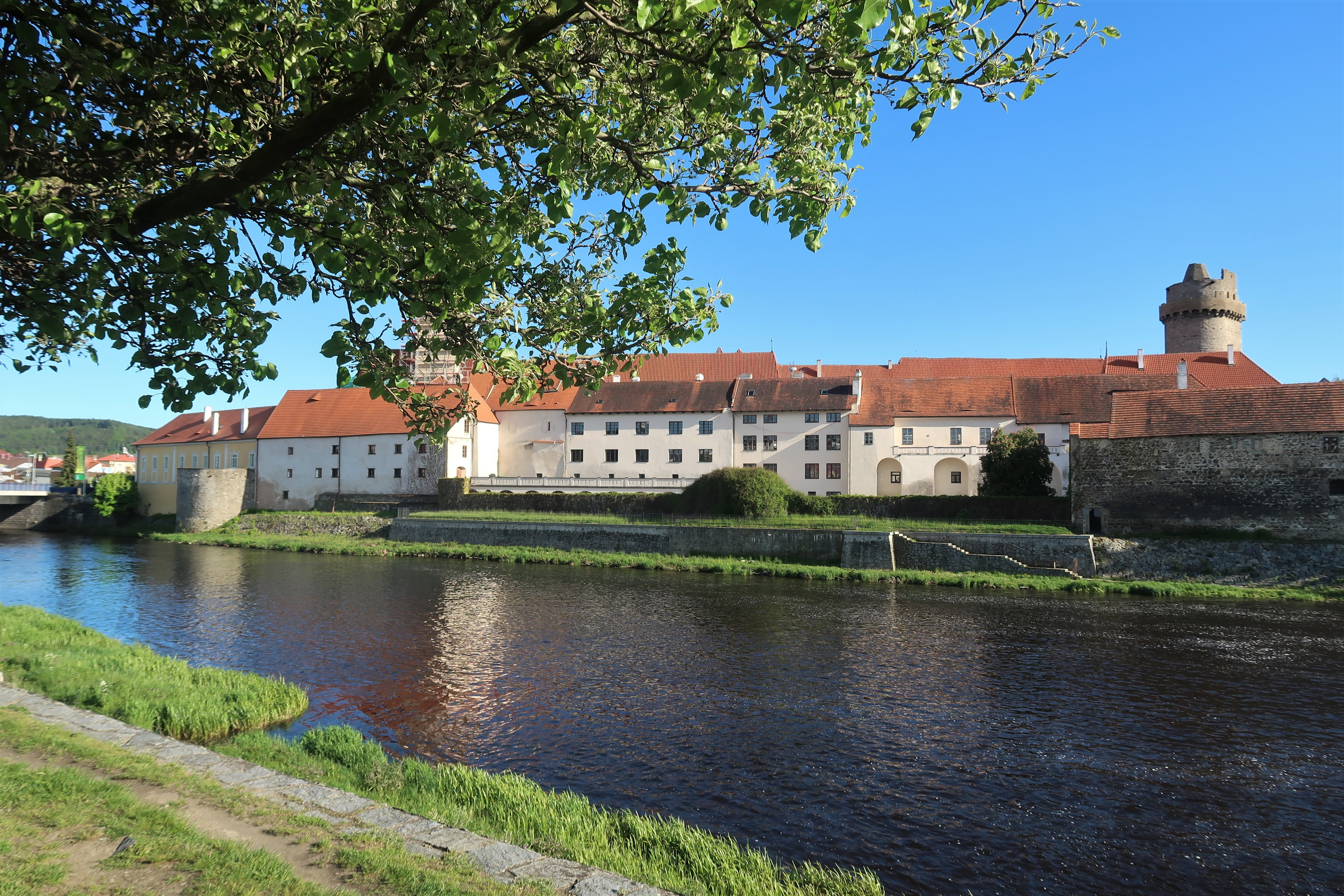
Panorama strakonického hradu ze severu přes řeku Otavu
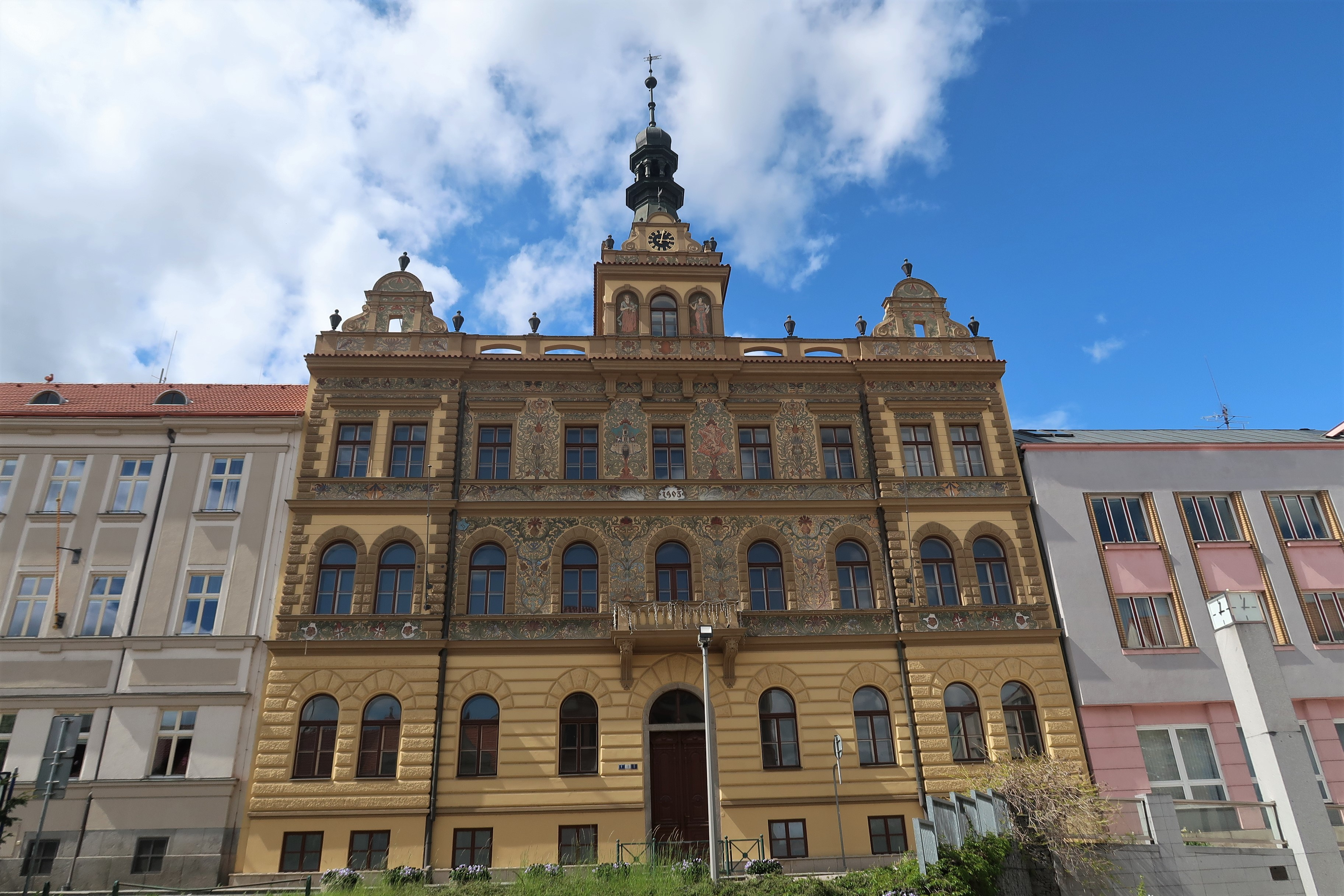
Stará radnice na Velkém náměstí
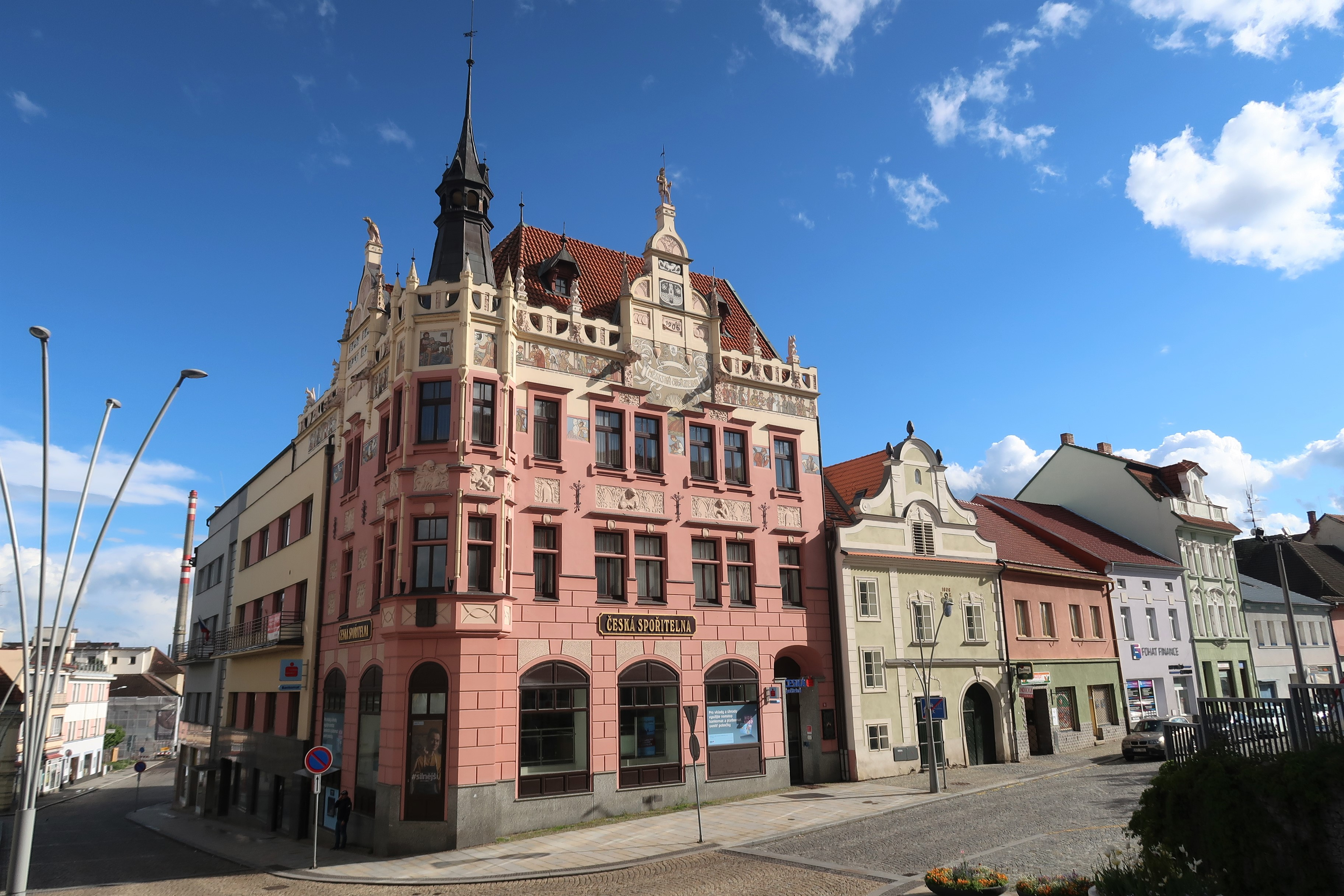
Spořitelna z roku 1906 a dům U hroznu na Velkém náměstí
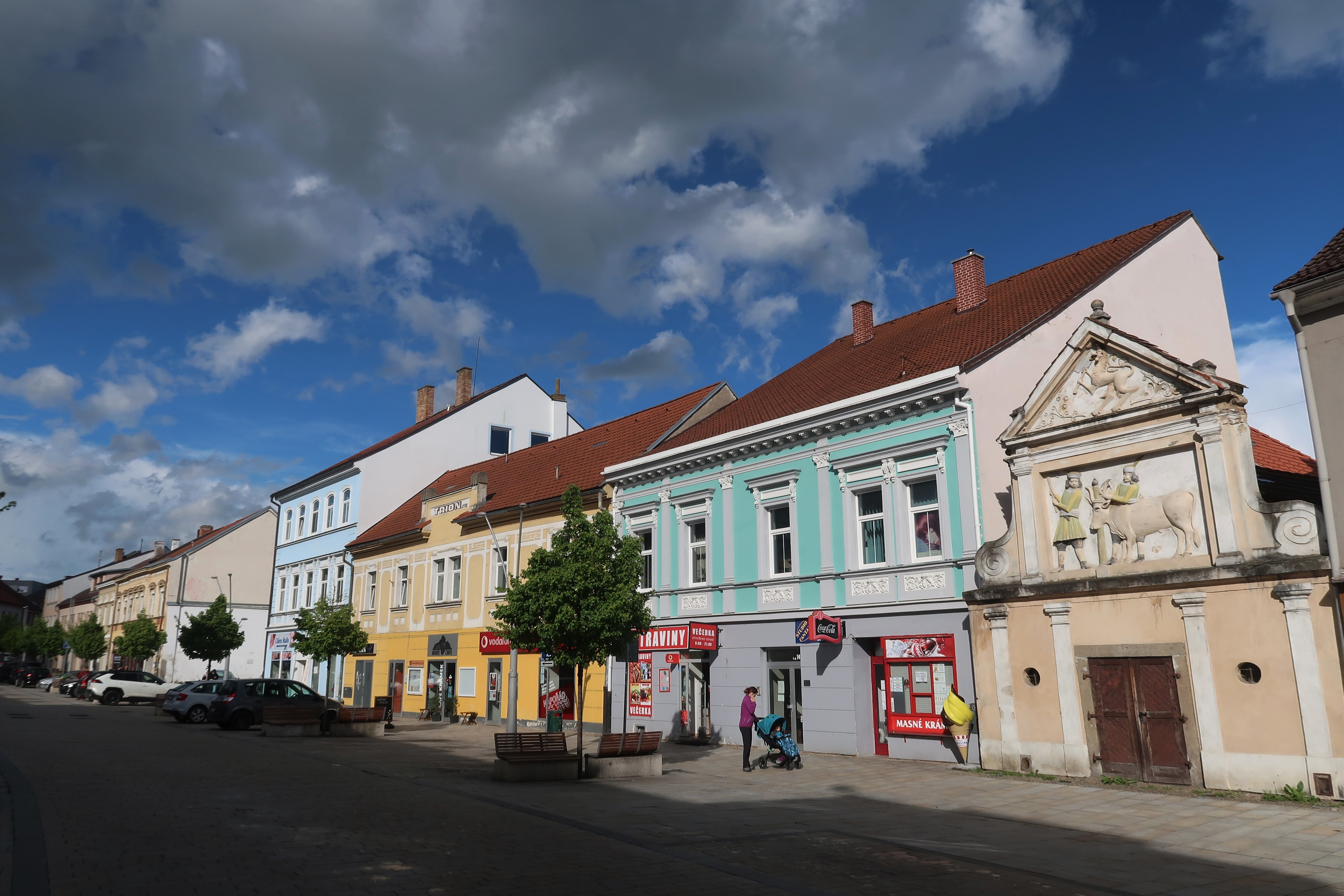
Velké náměstí, vpravo vstup do Masných krámů
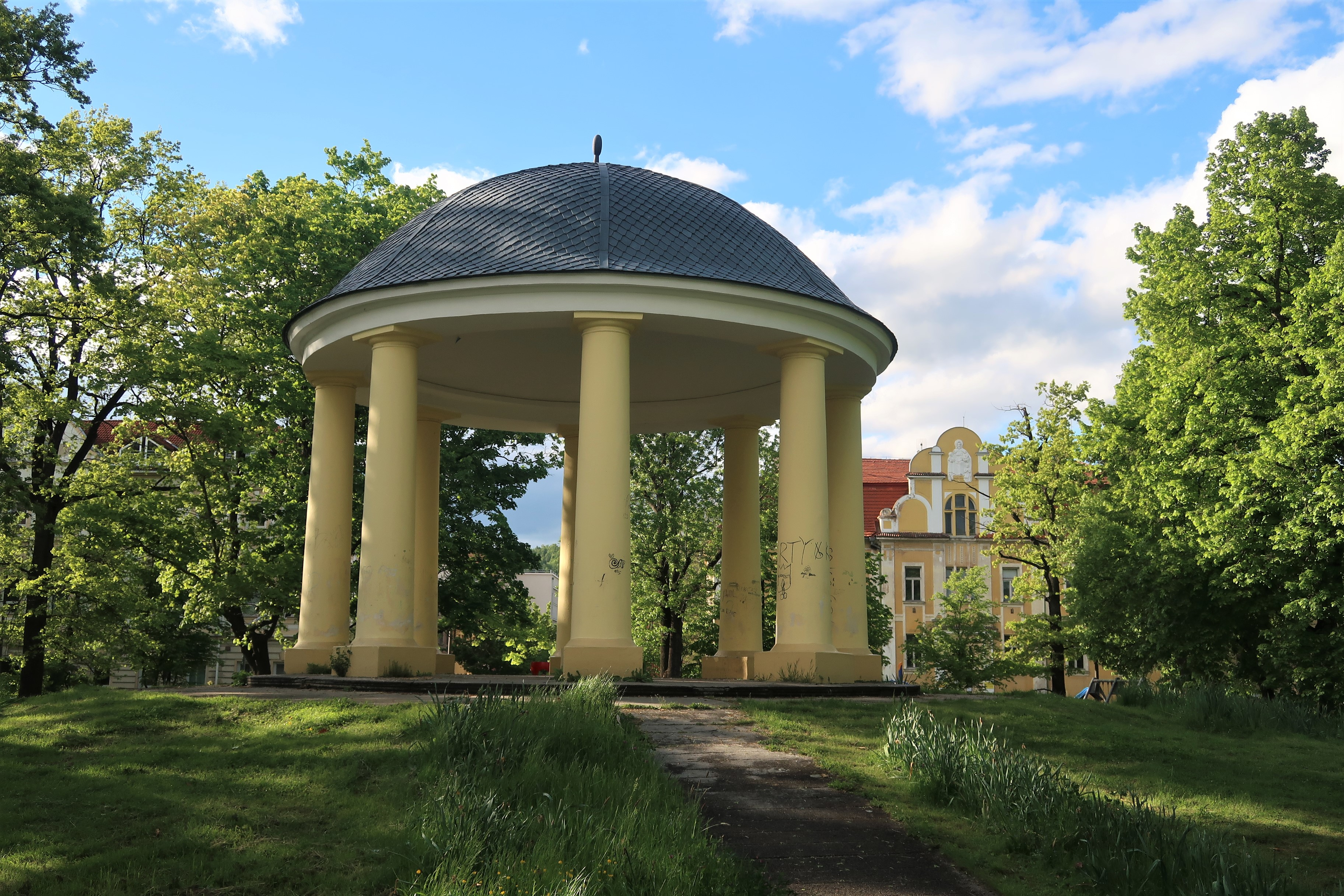
Rennerovy sady s altánem z roku 1837
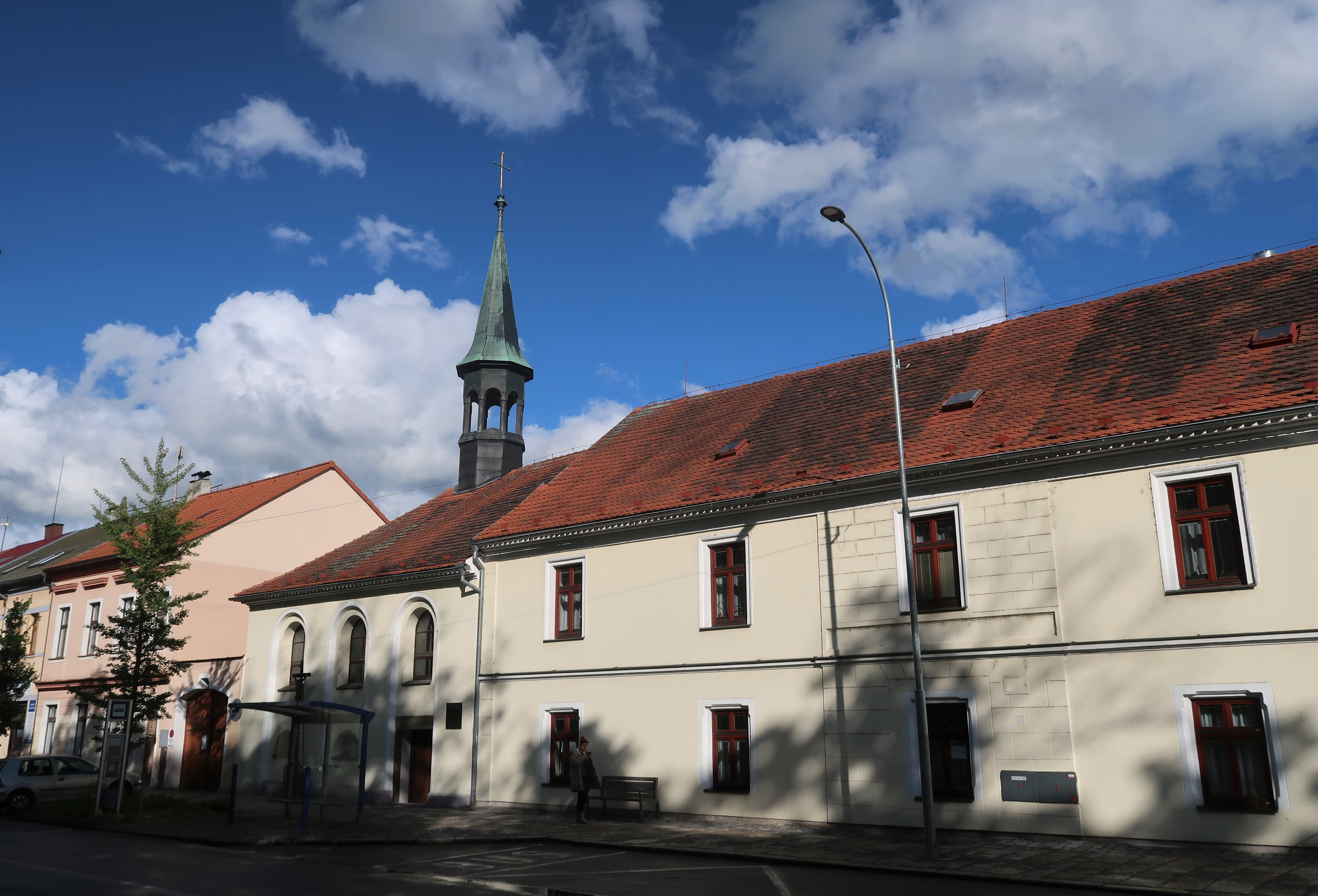
Lidická ulice s kaplí sv. Martina
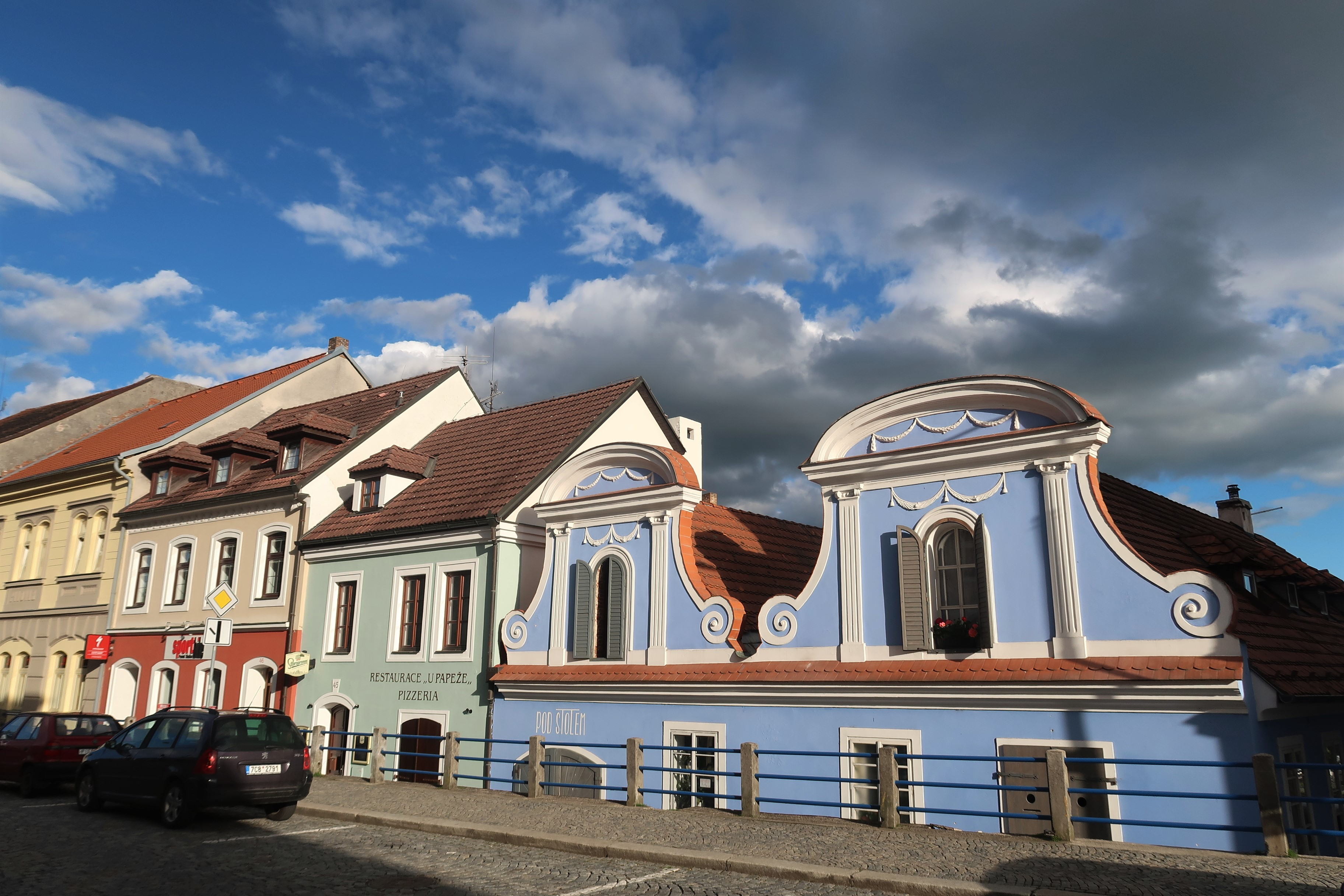
Papežovy domy v západní části Velkého náměstí
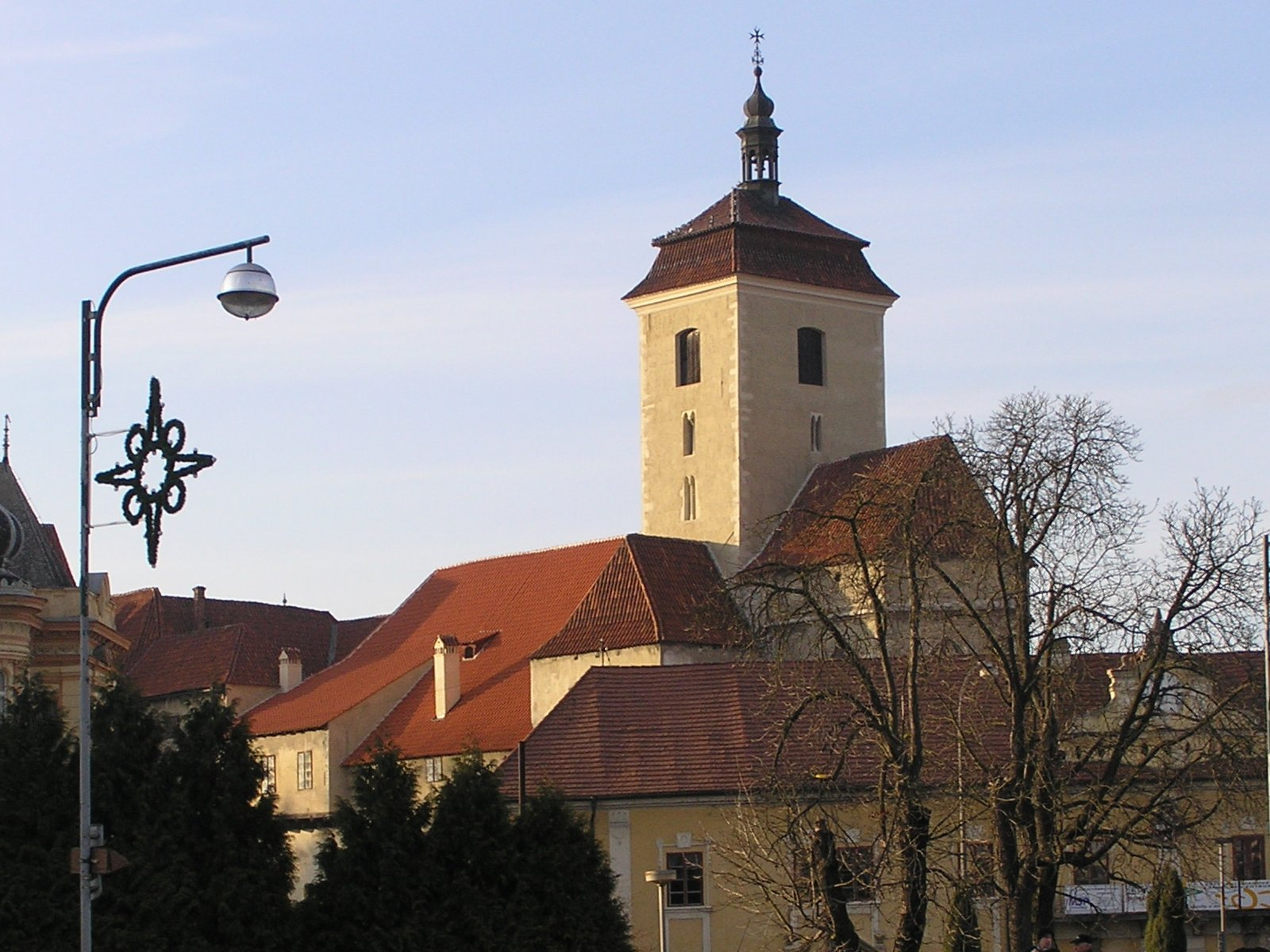
Hrad
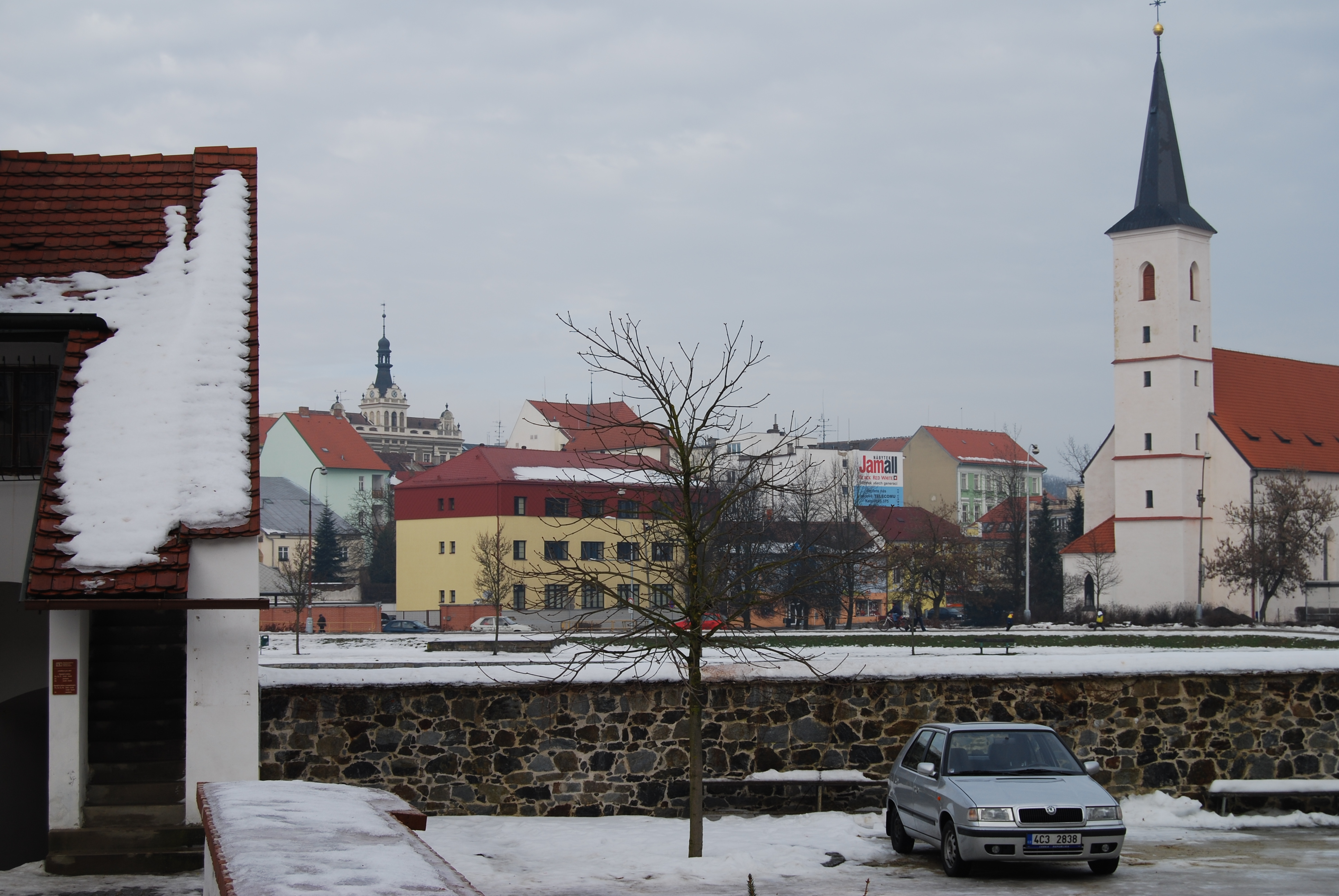
Pohled od hradu na kostel svaté Markéty
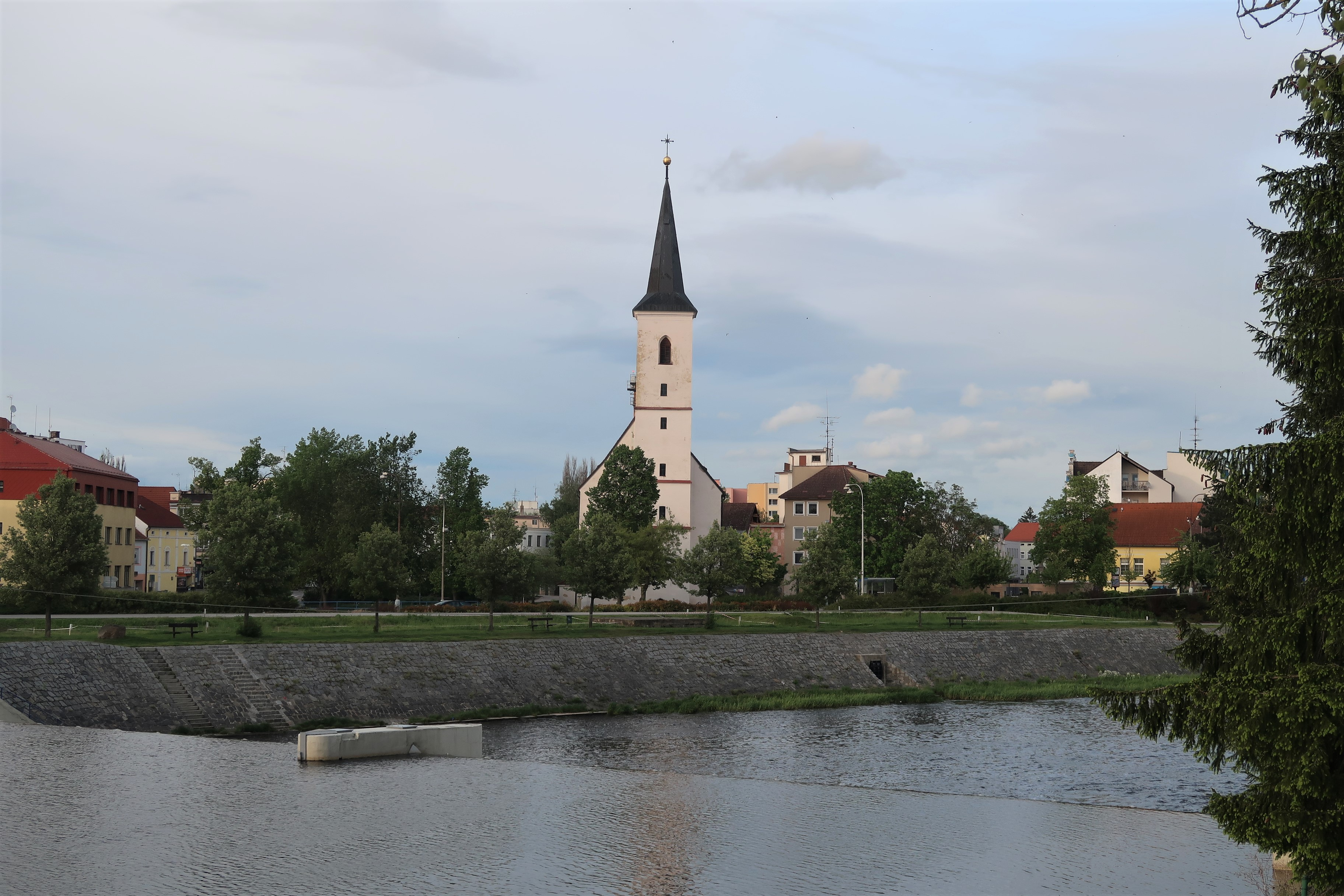
Kostel sv. Markéty od hradu přes řeku Otavu
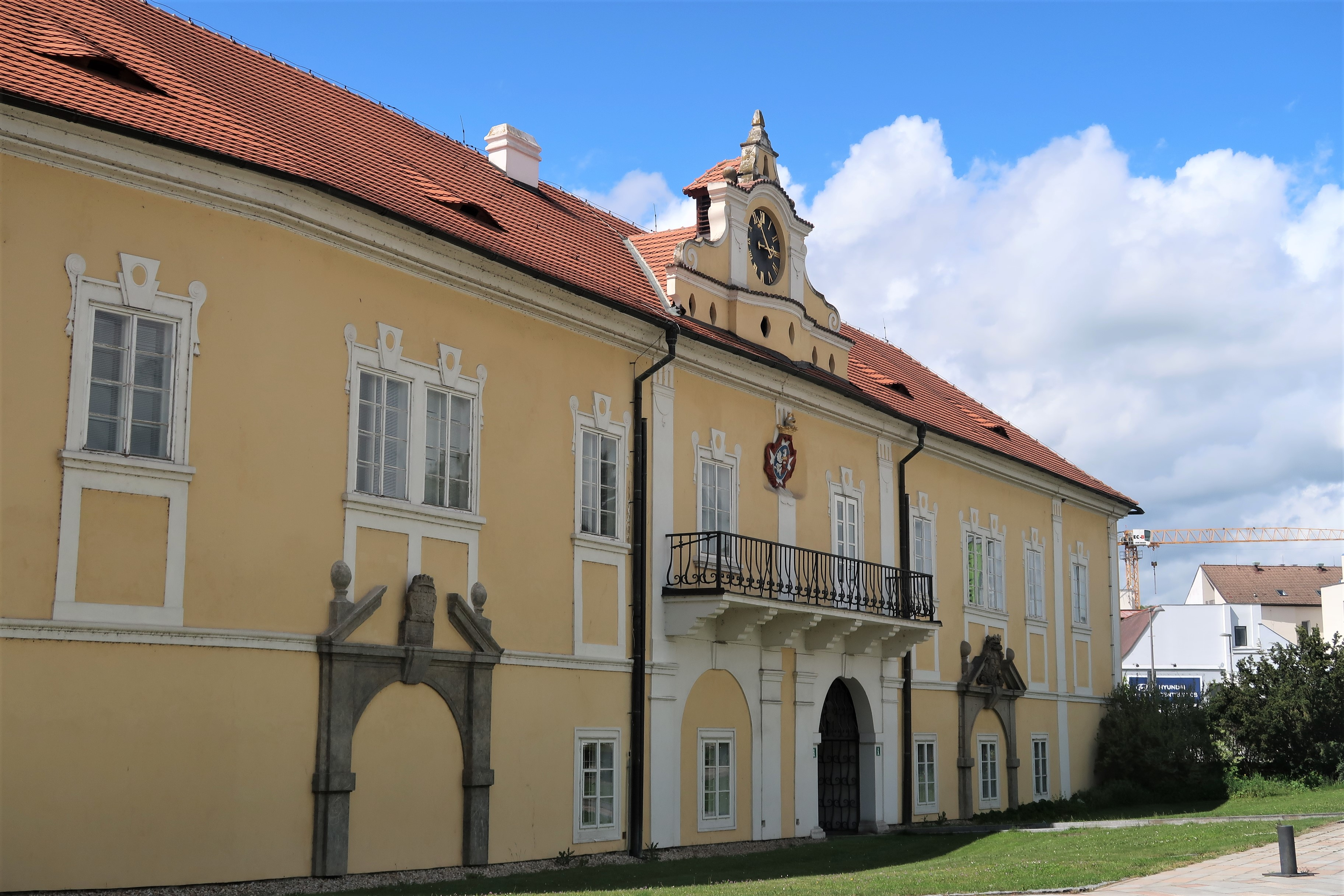
Zámek (rezidence velkopřevorů Maltézského řádu, 1715)
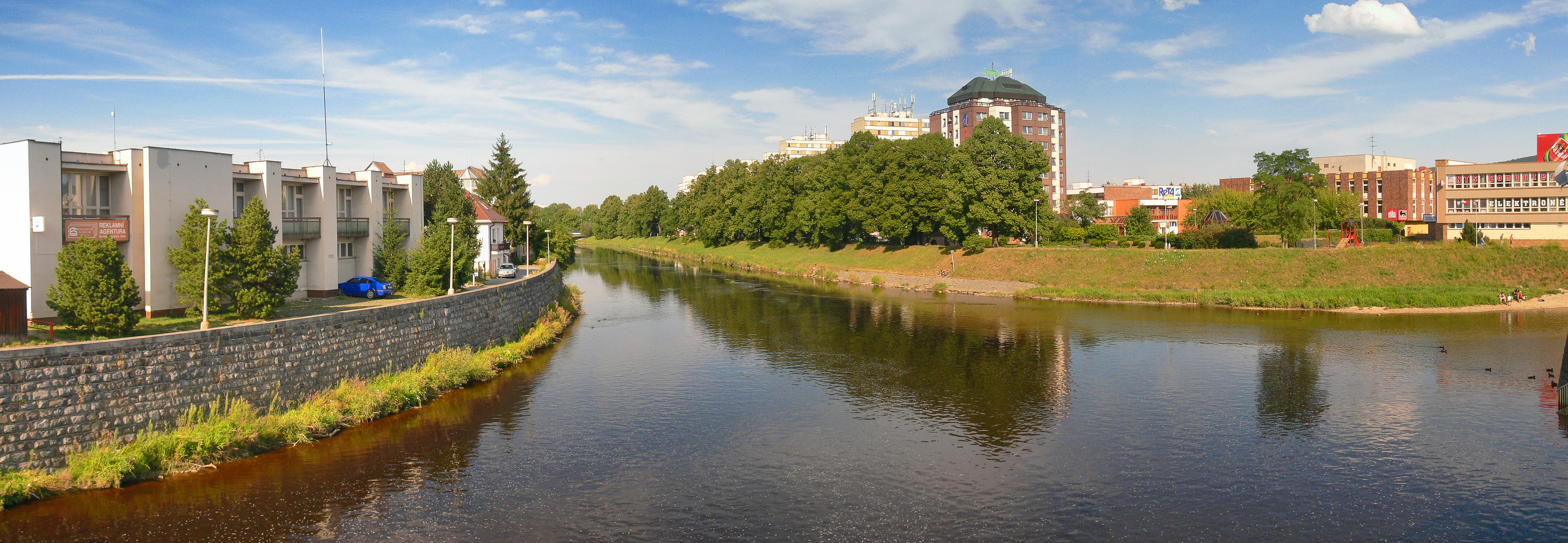
Řeka Otava
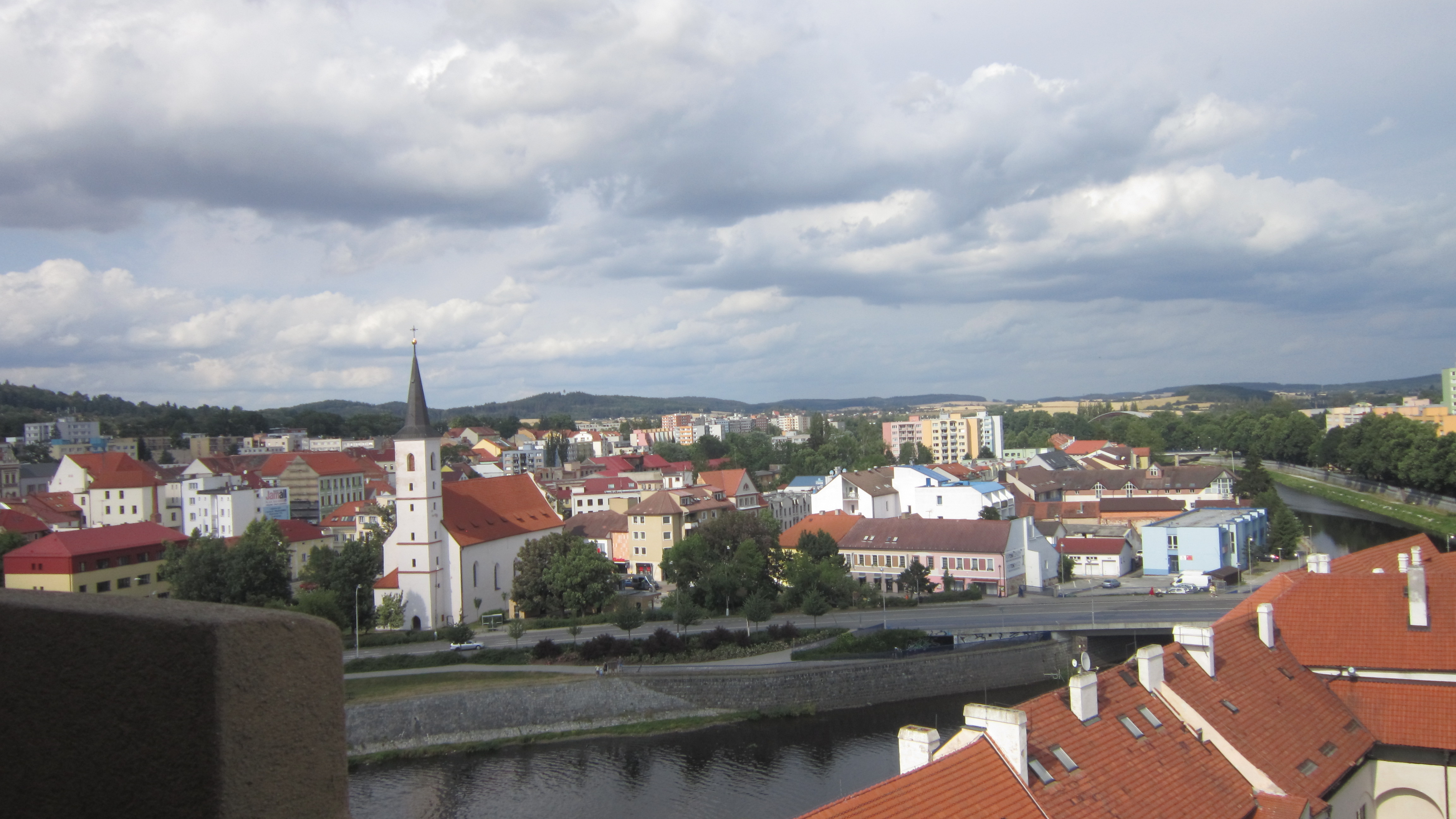
Z výšky
Fezárna
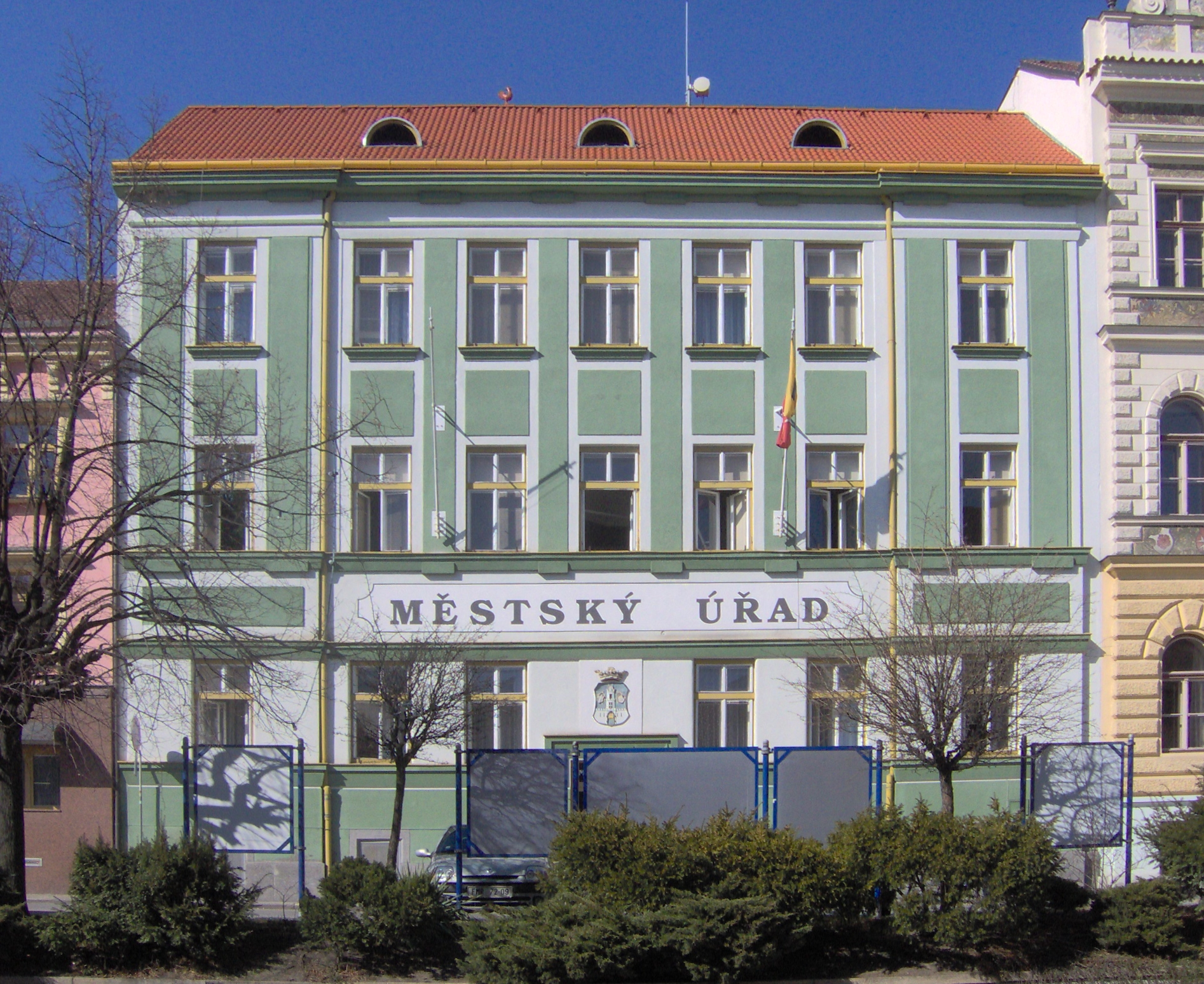
Městský úřad
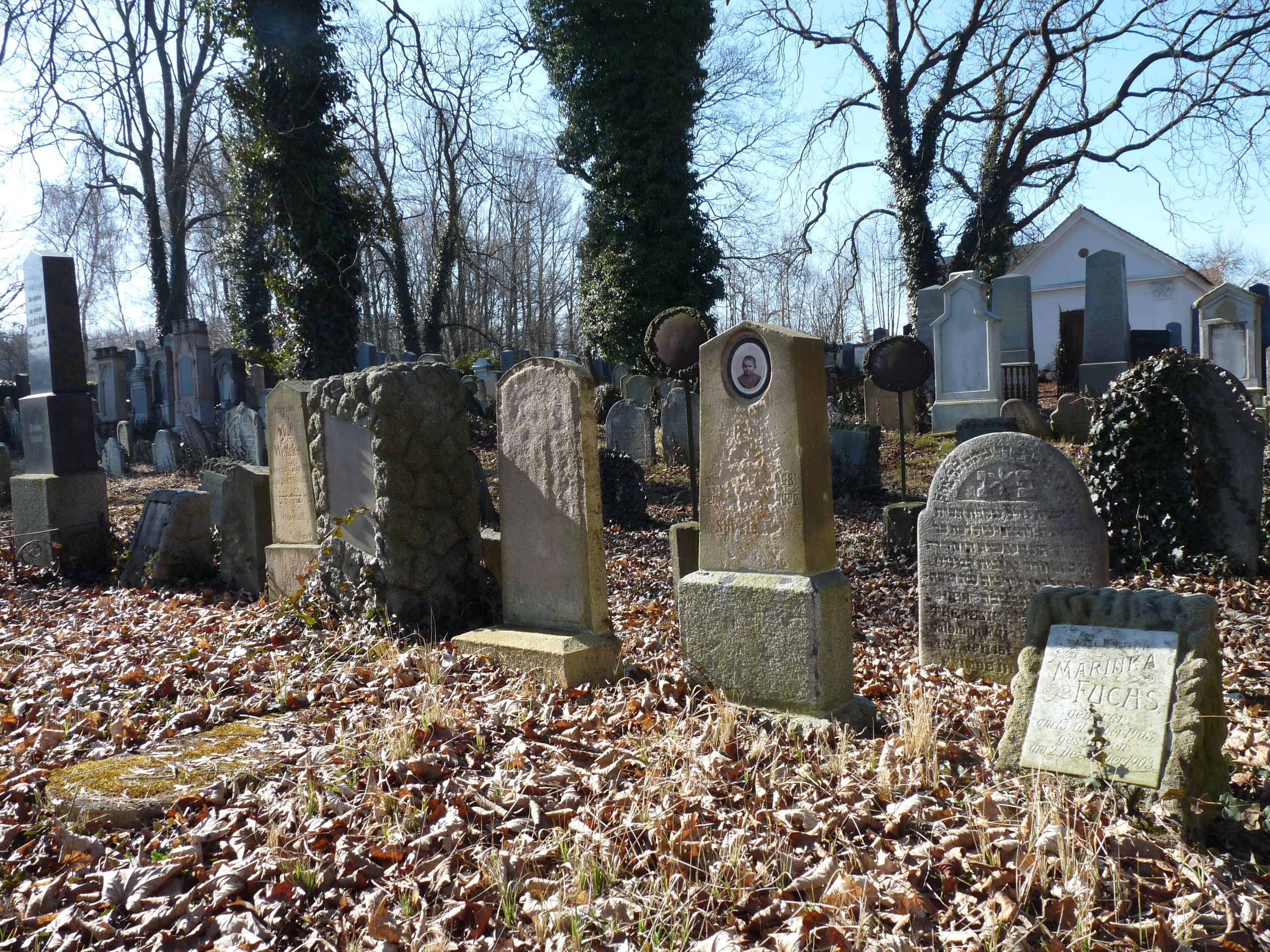
Židovský hřbitov
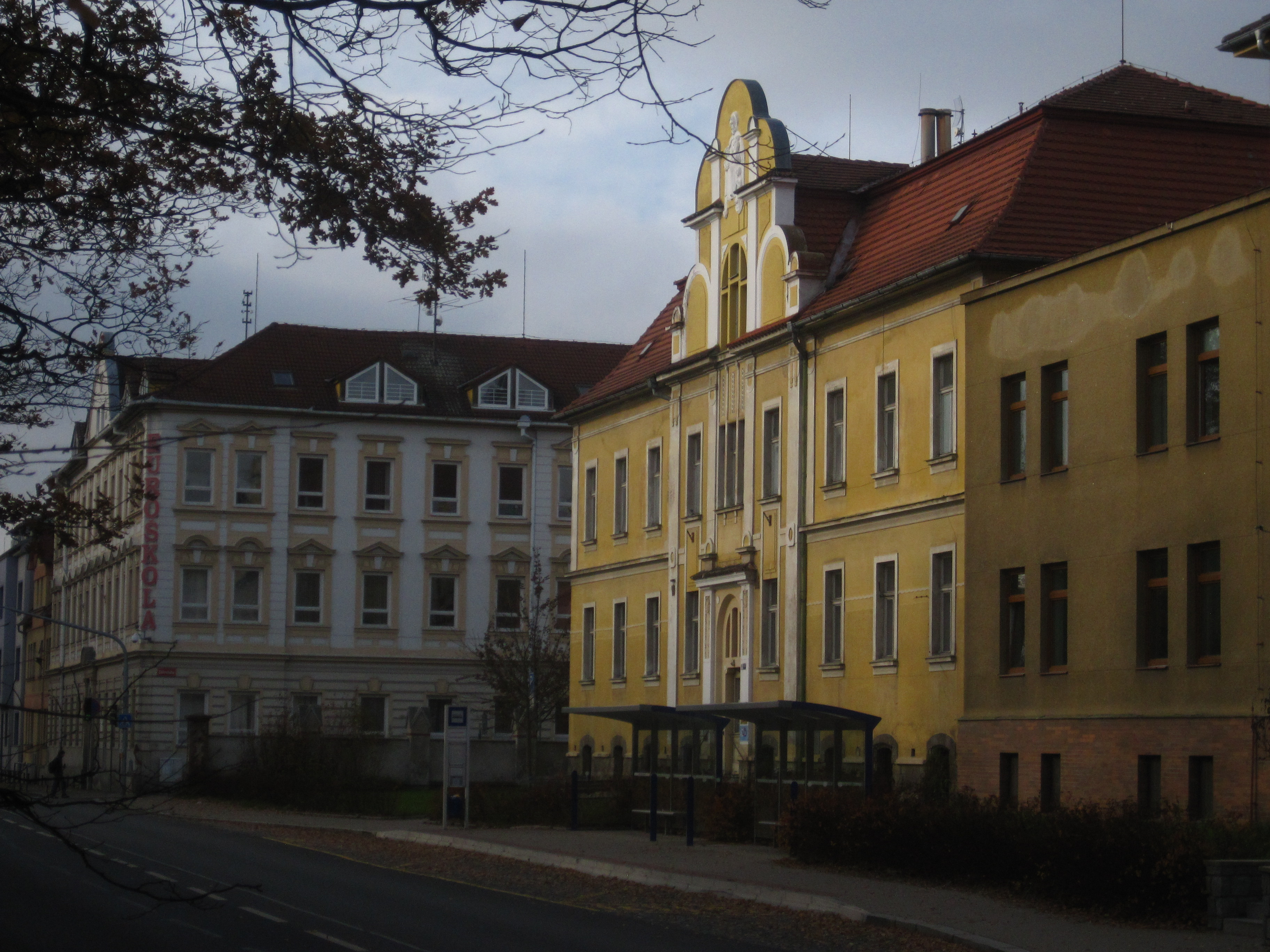
Sirotčinec
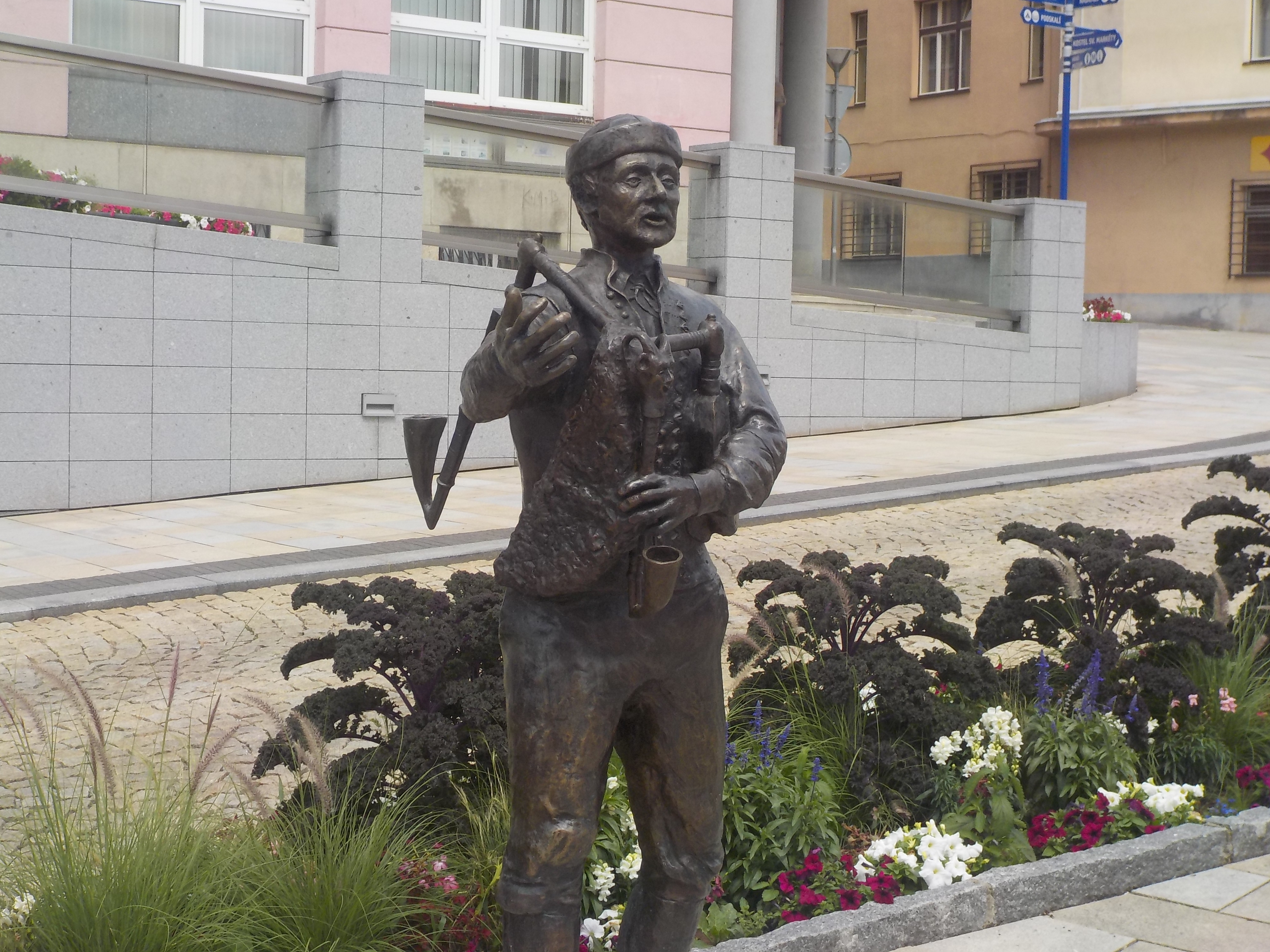
Strakonický dudák socha
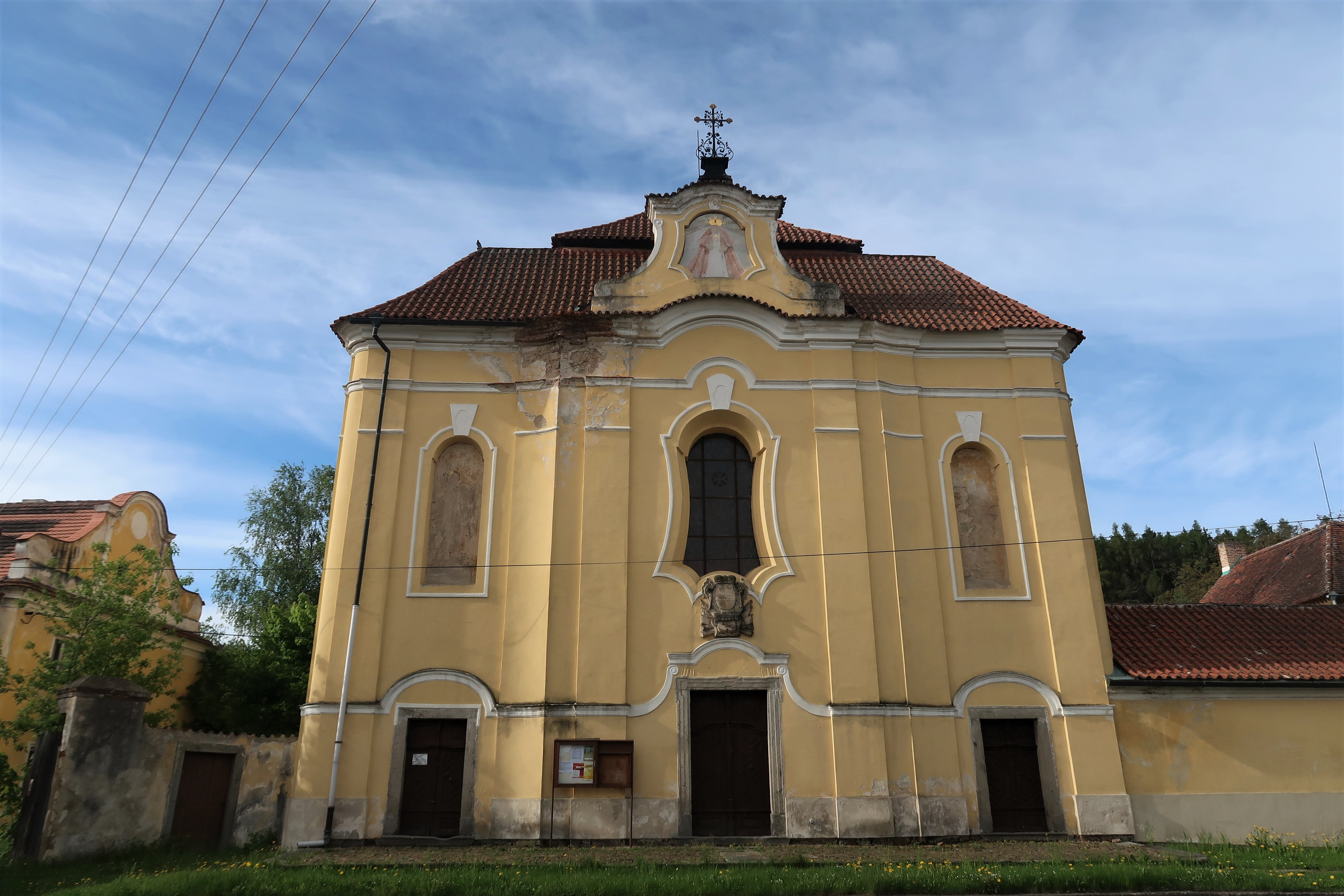
Poutní kostel Panny Marie Bolestné v místní části Podsrp
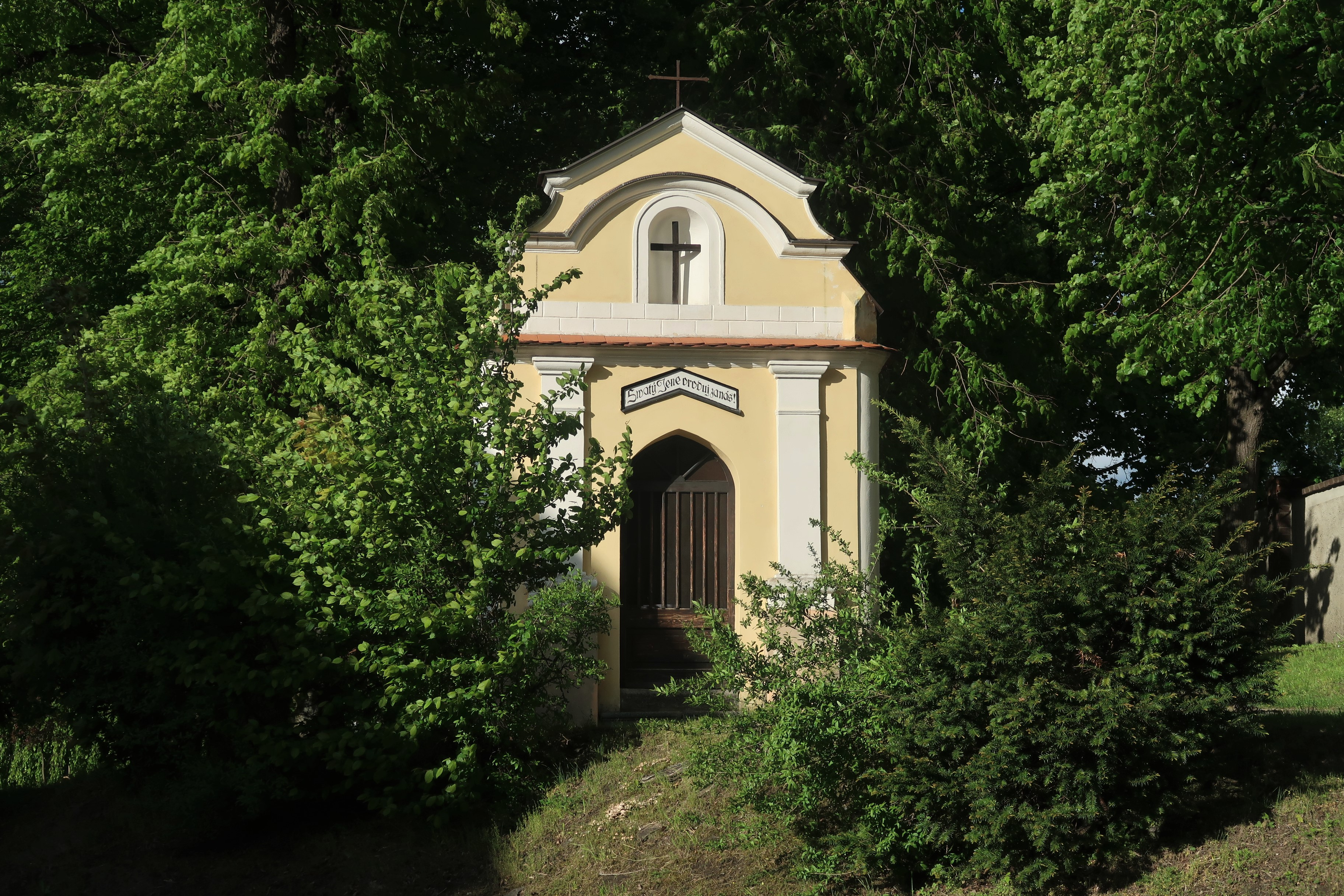
Kaple sv. Jana Nepomuckého v Rennerových sadech
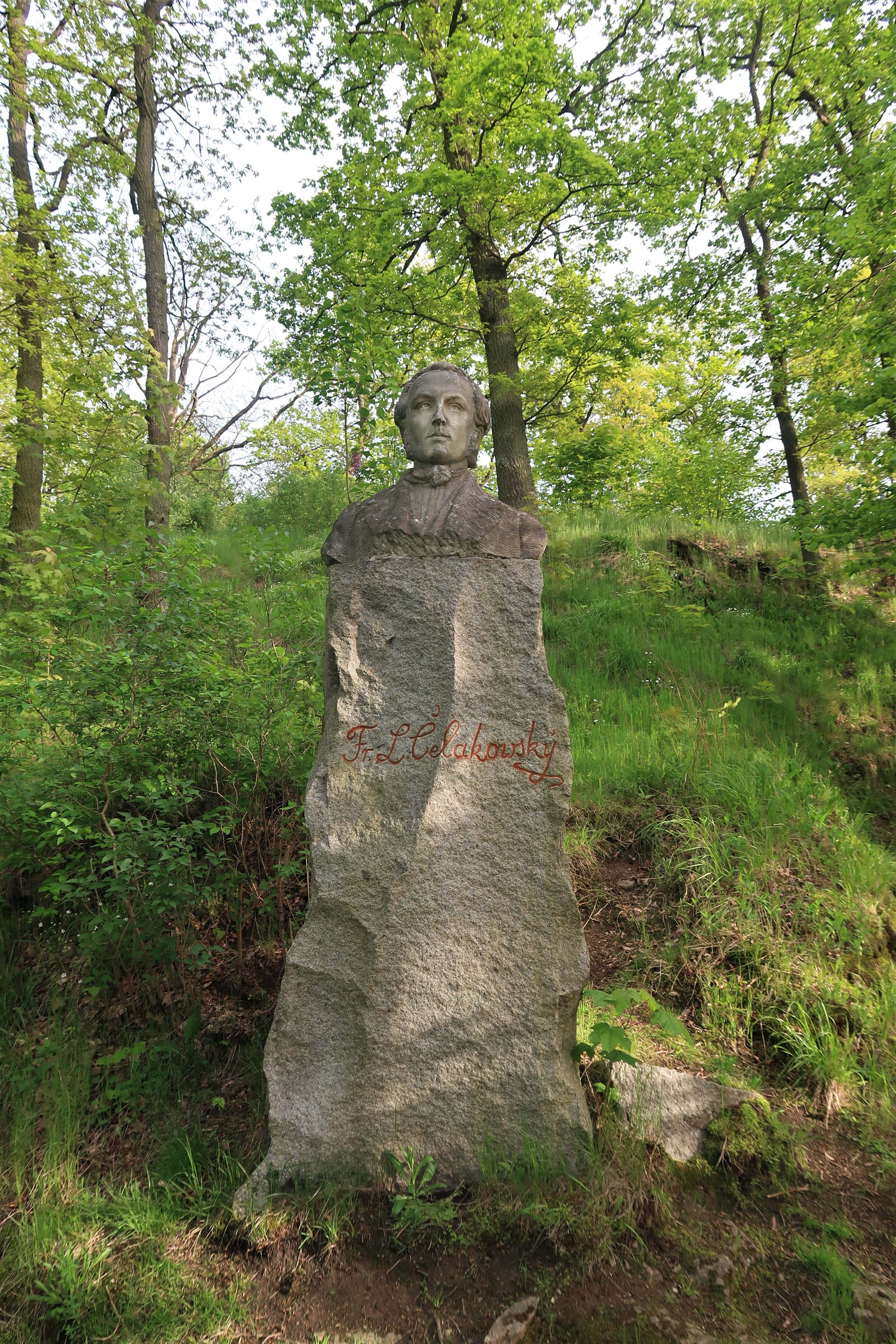
Pomník F. L. Čelakovského v místní části Podskalí nad řekou Otavou
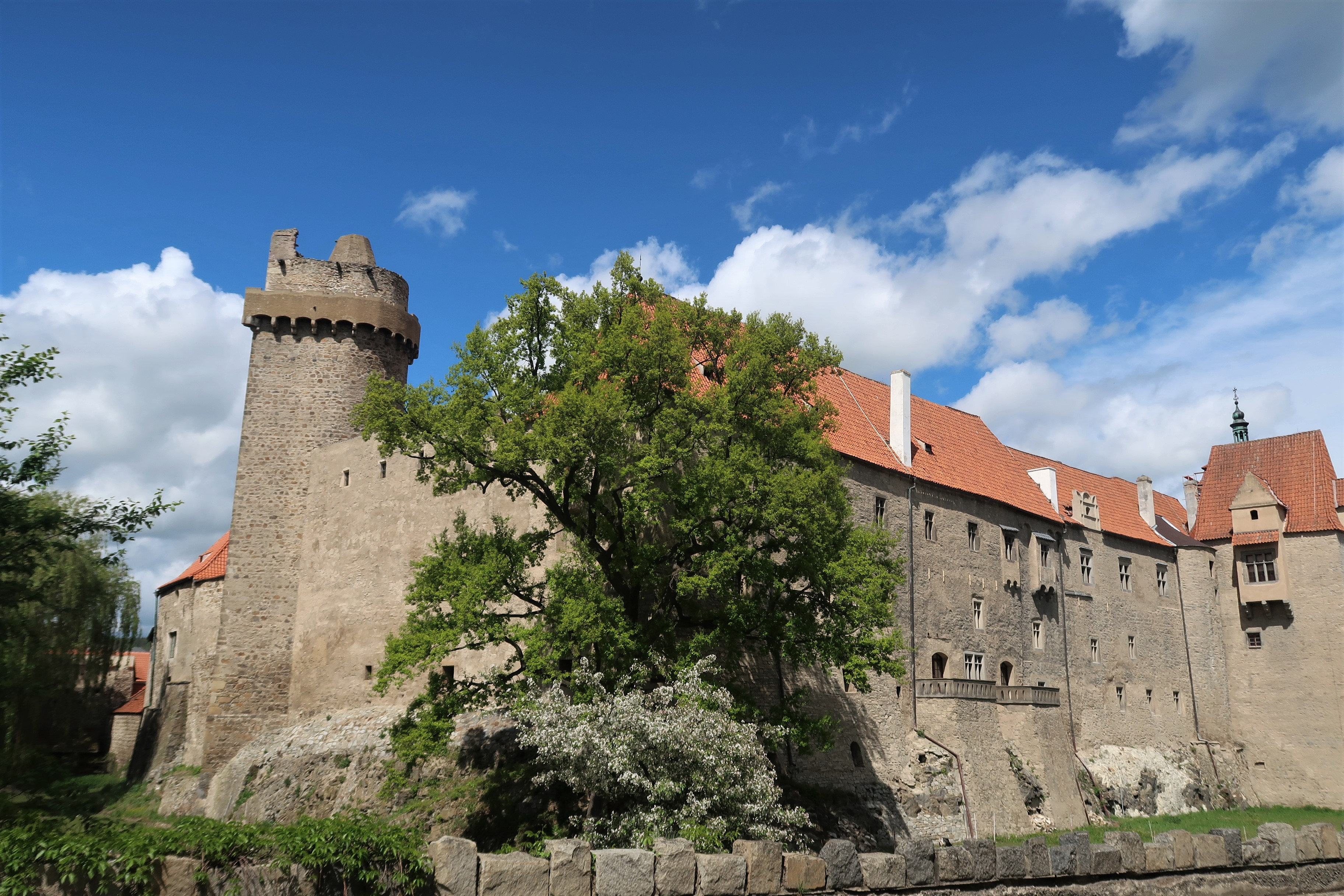
Strakonický hrad z ulice Pod Hradem
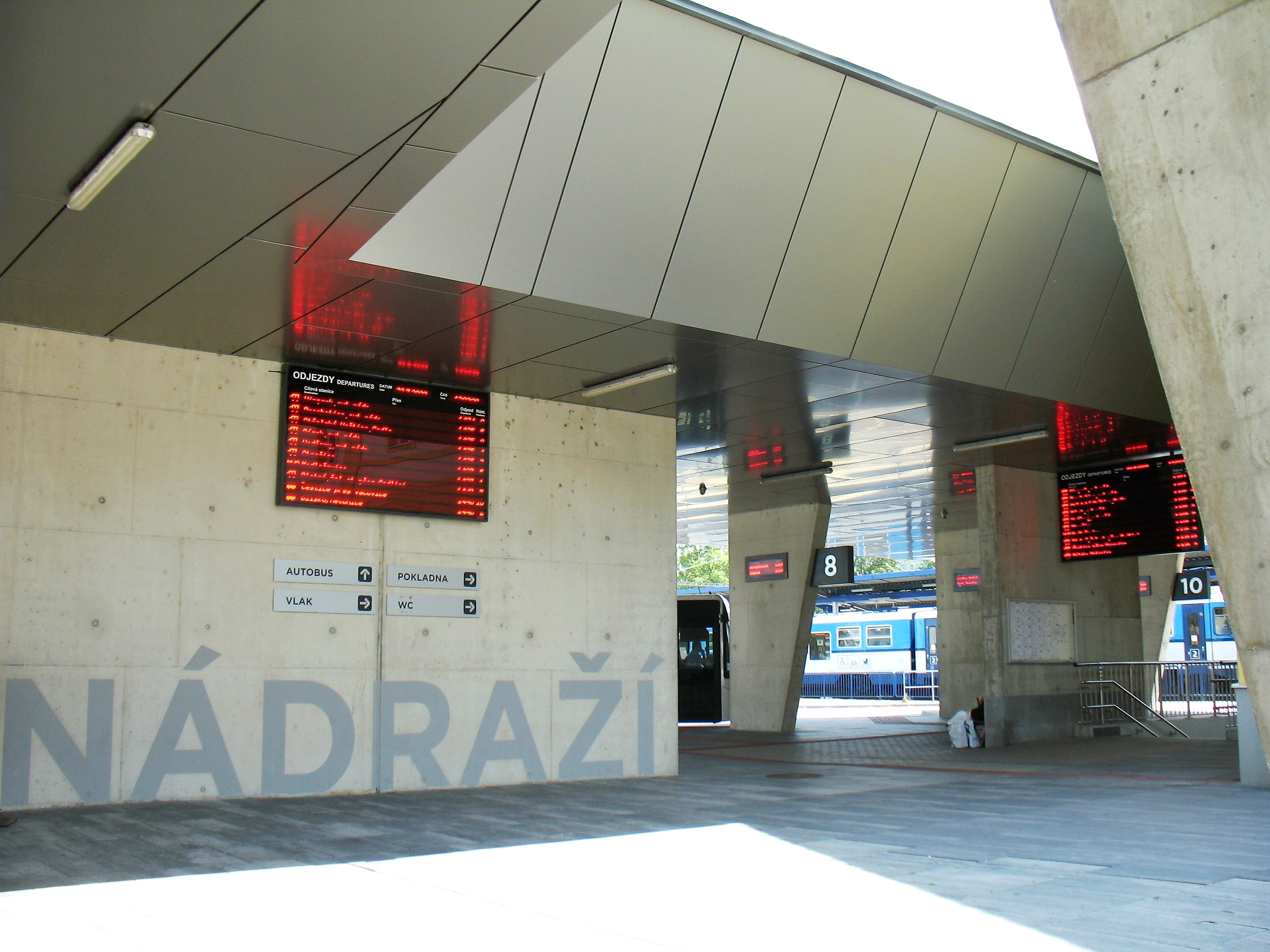
Autobusové nádraží
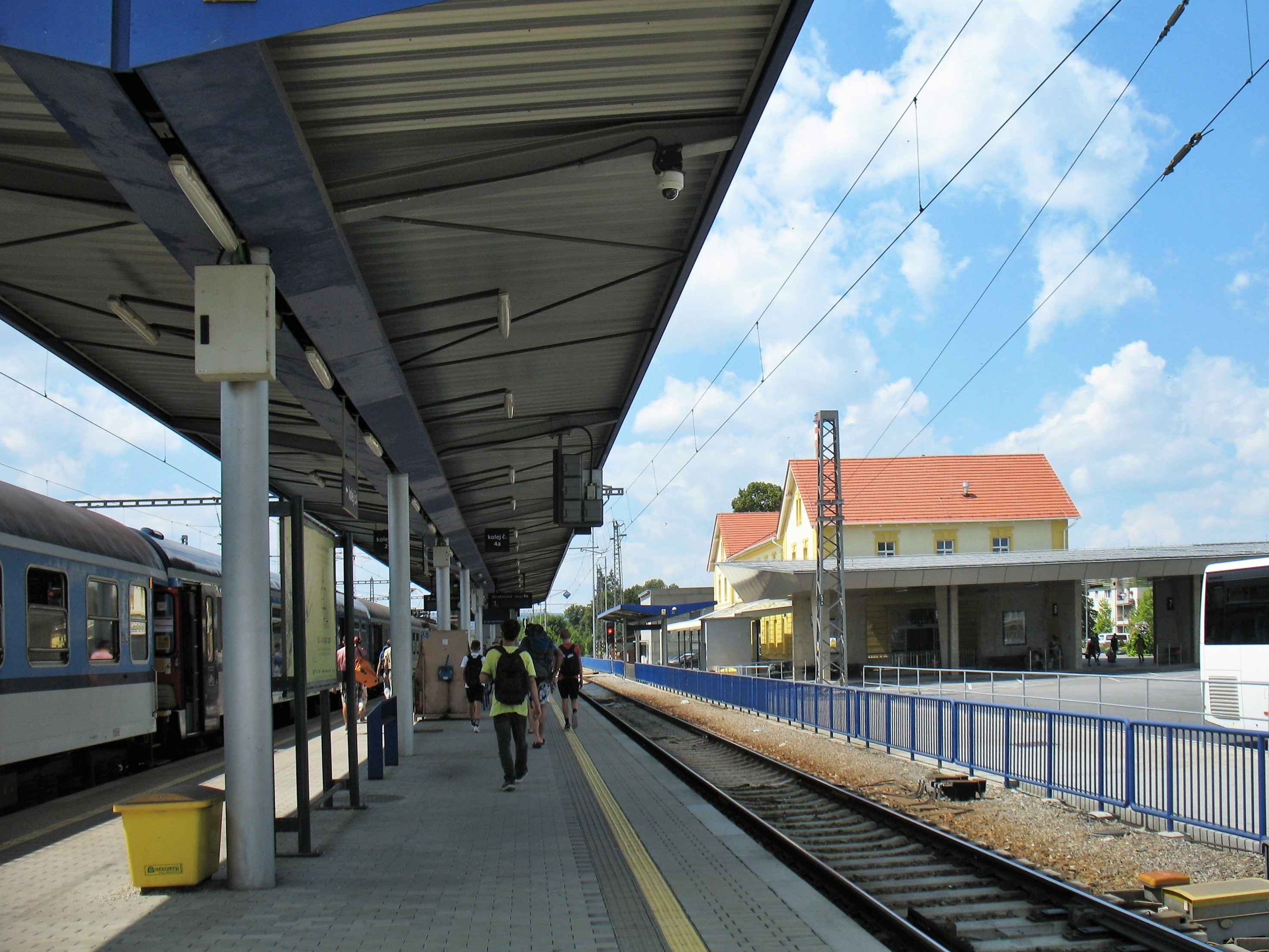
Železniční stanice